# Museo civico di Modena
Il Museo civico di Modena è il principale istituto museale comunale della città di Modena. Fondato nel 1871, il Museo ha sede nei locali di Palazzo dei Musei in Piazza Sant'Agostino. Conserva e valorizza raccolte di archeologia, etnologia, arte e artigianato artistico, oltre a coordinare le attività e la valorizzazione di altre realtà culturali del territorio modenese.

## Storia del Museo

### La fondazione

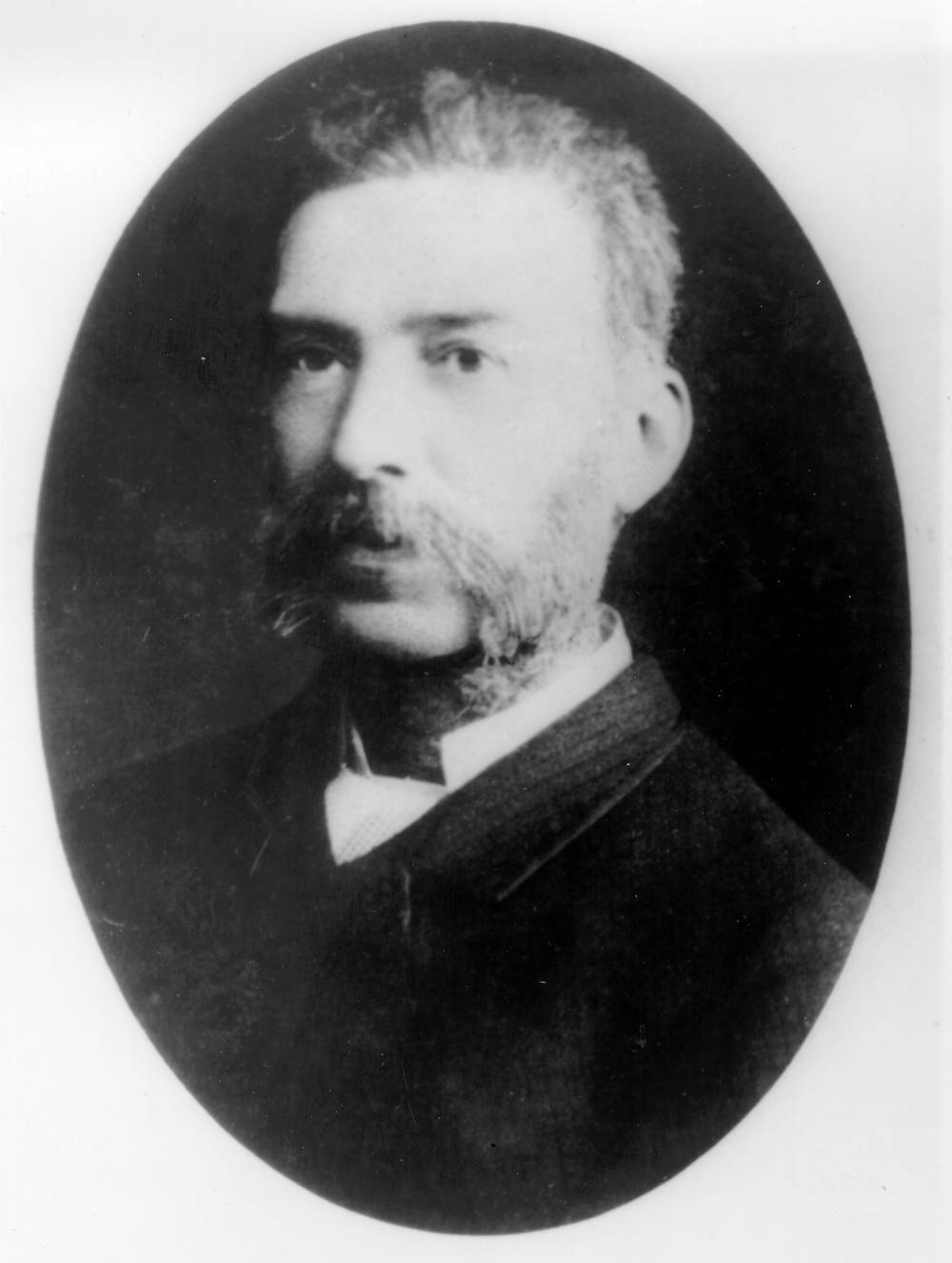
Carlo Boni, fondatore e primo direttore del Museo civico di Modena

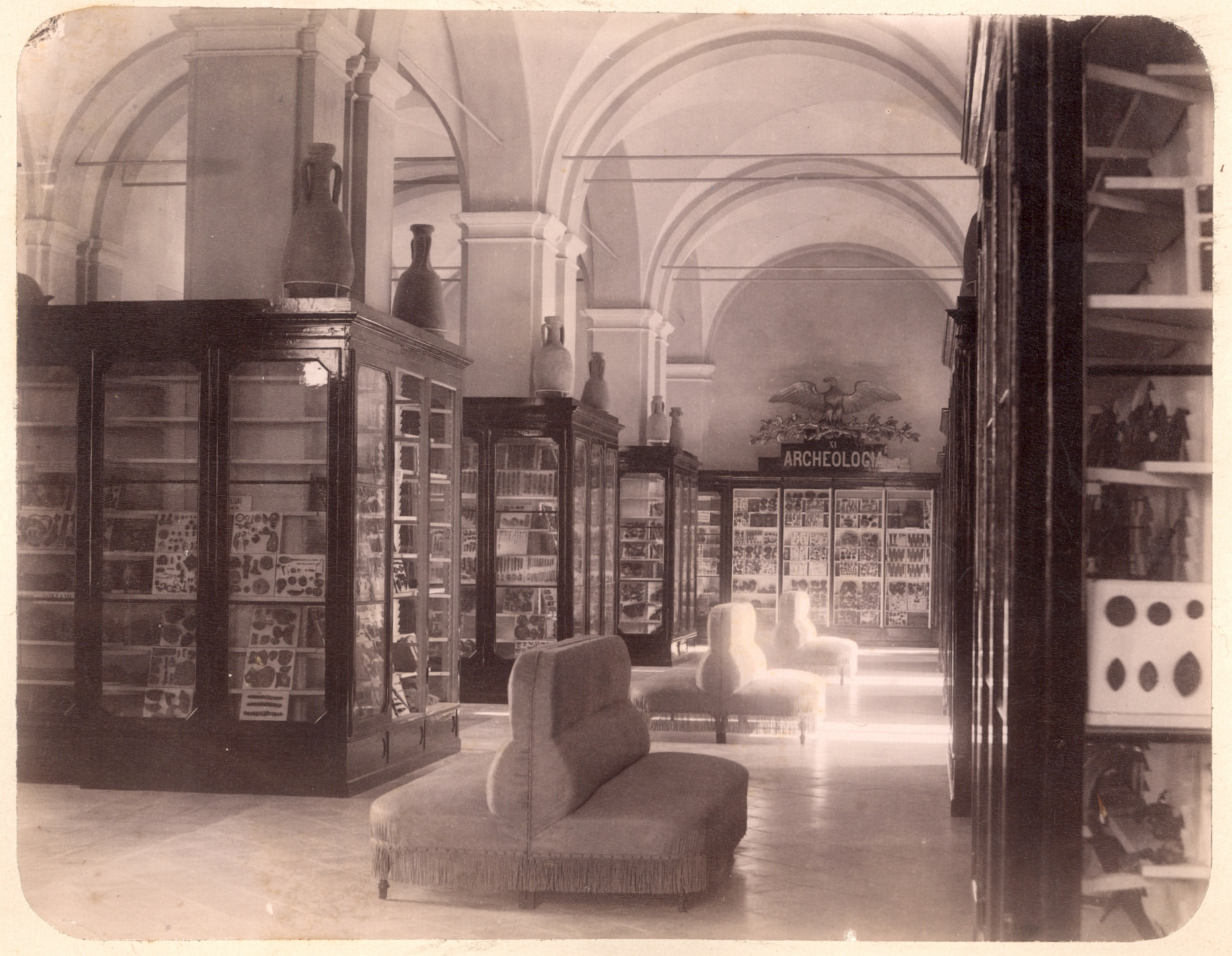
La Sala Archeologia del Museo alla fine del XIX sec. nella sede definitiva di Palazzo dei Musei

Il Museo civico di Modena nasce nel 1871, inizialmente ospitato in due sale del Palazzo comunale, per trasferirsi subito dopo (1872)  nel vicino convento di San Bartolomeo.
Fin dall'inizio appare ben definito il carattere composito e variegato del Museo. Ma nonostante l'eterogeneità, il suo fondatore e primo direttore, Carlo Boni, progettò il Museo sulla base di un disegno organico, pensato per “accogliere e conservare tutto quanto potesse interessare l’intera popolazione”.
Nato per conservare ed esporre i reperti dell'età del bronzo provenienti dalle terramare, la cui scoperta fornì un contributo fondamentale alla definizione della preistoria come disciplina scientifica, il Museo civico affianca ben presto all’originaria vocazione archeologica quella industriale, in stretto rapporto con il tessuto produttivo della città. Tuttavia lo sviluppo di una collezione tecnico-industriale viene ostacolato dalla penuria di mezzi e di spazi. Emerge inoltre anche la predisposizione didattica dell'istituto, grazie al rapporto con il mondo delle grandi esposizioni internazionali e dei nascenti musei europei di arti decorative: confluiscono così tra le raccolte museali i repertori di tecniche, forme e modelli delle più svariate tipologie di materiali.
A partire dalla metà degli anni ’70 del XIX secolo, si costituiscono anche una sezione etnologica, che riunisce materiali provenienti da viaggi in terre lontane, ritenuti utili a fornire confronti per la comprensione delle società del passato, e una sezione artistica. Quest’ultima documenta da un lato la cultura artistica locale dei secoli passati, in parte invece testimonia l’arte contemporanea ai primi decenni di vita del Museo, attraverso le opere scultoree e i dipinti prodotti nell’ambito del Concorso e pensionato Poletti, istituito nel 1870 dal Comune di Modena in ottemperanza alle volontà testamentarie dell’architetto Luigi Poletti.

### Il trasferimento nel Palazzo dei Musei

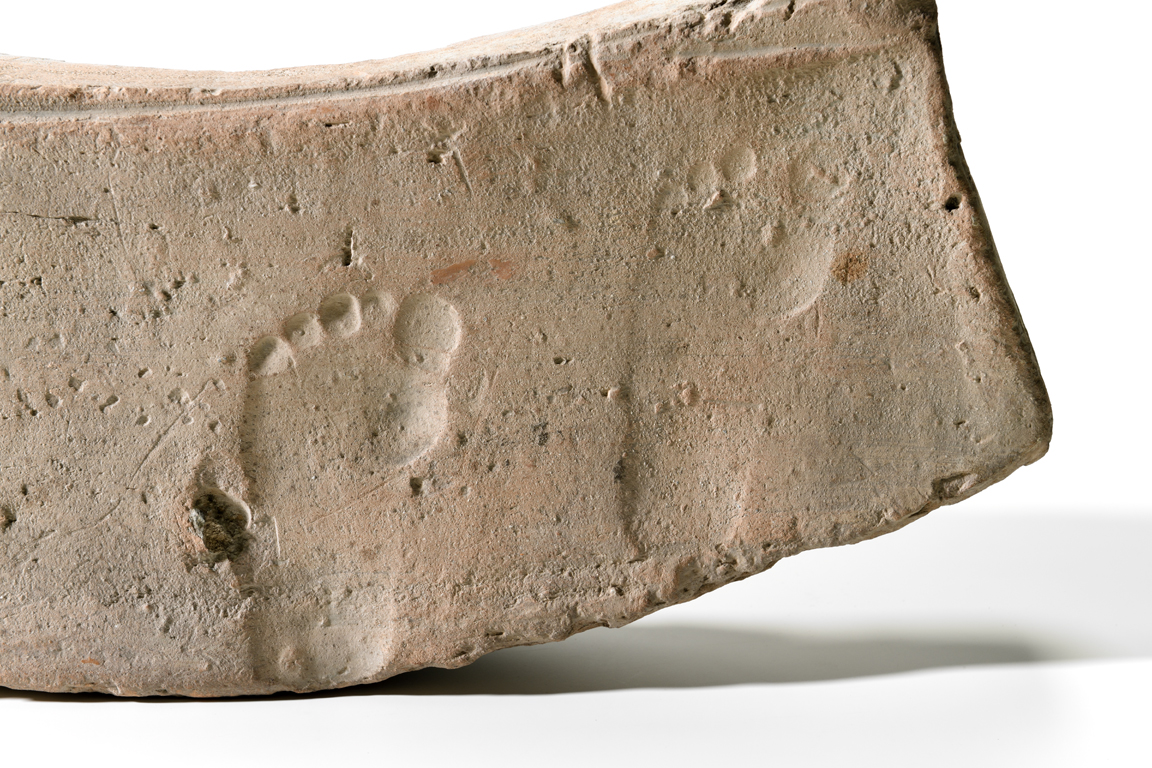
Mattone semicircolare con impronta di piedi di bambino, I sec. a.C. – I sec. d.C.

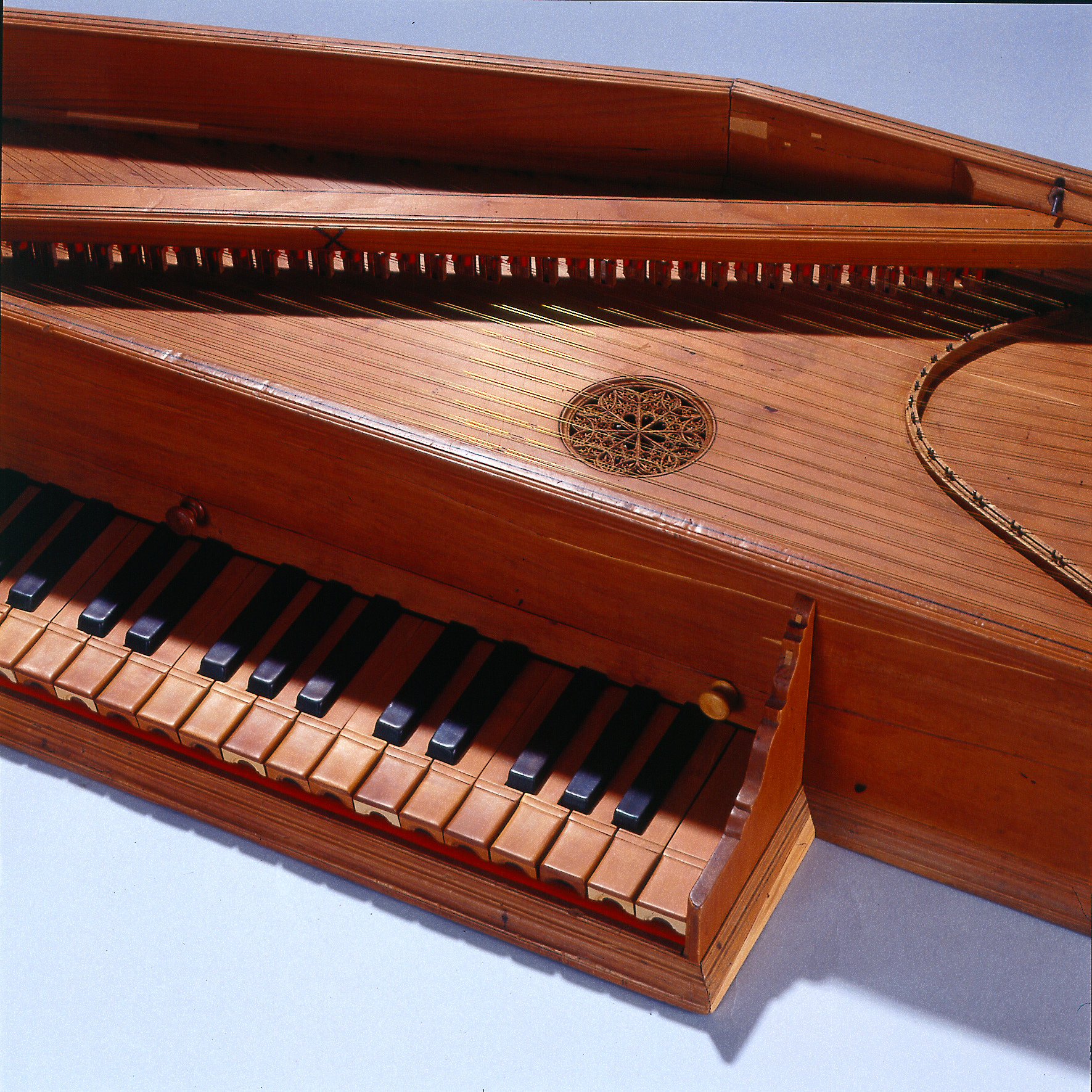
Spinetta pentagonale, XVI-XVII sec., collezione Valdrighi

Cresciuto rapidamente grazie al contributo dei cittadini, tra i quali va ricordato il marchese Giuseppe Campori, il Museo trova la sua sede definitiva nel 1886 all'interno del Palazzo dei Musei, nel quale vengono riuniti anche gli altri istituti culturali cittadini, grazie ad una lungimirante operazione culturale condotta dal Comune di Modena e della quale il direttore del Museo Carlo Boni risulta essere uno degli attori principali.
Nel 1894 a Boni succede Arsenio Crespellani, che aveva donato al Museo gran parte delle sue ricchissime collezioni archeologiche già nel 1879. Sotto la sua direzione si registrano ulteriori estensioni del patrimonio e cresce l’attenzione al contesto territoriale, sia per quanto riguarda le raccolte archeologiche, esposte secondo criteri cronologici e topografici, che per la documentazione dei monumenti medievali del territorio, implementata attraverso calchi e frammenti lapidei. Resta tuttavia largamente irrisolta la situazione delle raccolte d’arte, arricchitesi nel frattempo grazie all’acquisizione di importanti collezioni donate in buona parte da membri dell’aristocrazia cittadina, quali gli antichi strumenti musicali del conte Luigi Francesco Valdrighi e le armi del marchese Paolo Coccapani Imperiali.
In questa fase comunque acquistano dignità autonoma sia il nucleo in continua crescita delle opere legate al Concorso Poletti, per le quali viene creata al piano terra del Palazzo la Galleria Poletti (1893), sia le raccolte che documentano gli anni risorgimentali, che vanno a costituire il Museo del Risorgimento (1896).

### Il riordino Gandini e la fortuna delle raccolte artistiche
Nominato direttore del Museo nel 1900, Luigi Alberto Gandini, subito ne promuove il riordino. Il nuovo allestimento costituisce di fatto il primo progetto organico di ordinamento delle raccolte artistiche, avviando una fase di sostanziale disinteresse per le raccolte archeologiche ed etnologiche. Inoltre Gandini aveva anche donato all’istituto, negli anni Ottanta dell'Ottocento, la sua ricchissima collezione tessile, progettandone l’allestimento nella sala che tuttora la ospita e che costituisce un esempio altamente significativo di museografia ottocentesca.

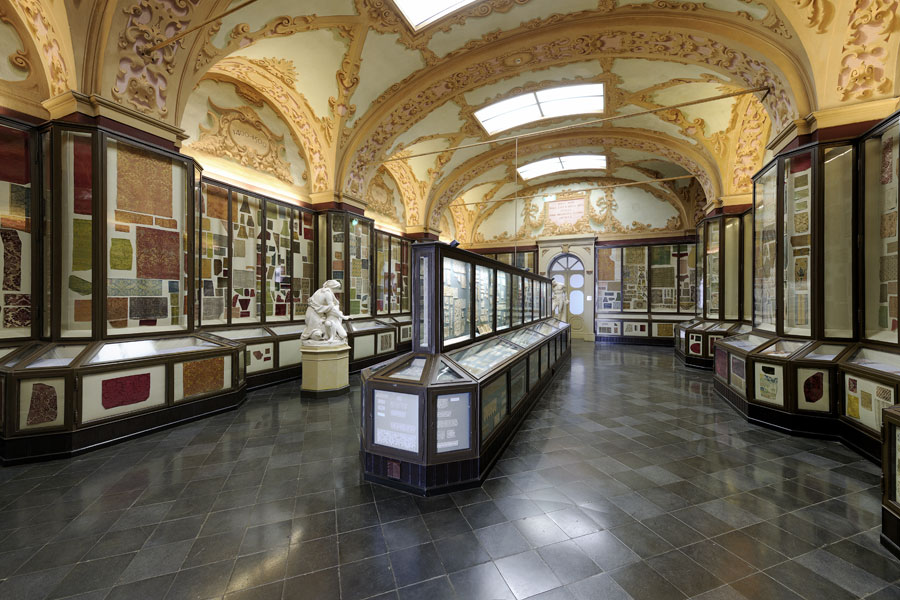
La Sala Gandini con le sue caratteristiche vetrine ottocentesche

Il riordino di Gandini è improntato a rigore scientifico e si avvale della consulenza di esperti dei diversi ambiti artistici, quali Gaetano Milanesi (l’editore delle Vite vasariane), Corrado Ricci e Adolfo Venturi. Ogni sala riceve una destinazione precisa ed acquista quel caratteristico sapore di spazio arredato che ancora oggi è preservato e valorizzato.
Lo sviluppo delle raccolte artistiche, in particolare della pittura, continua e si intensifica nel ventennio della direzione di Matteo Campori (1913-1933) che pochi anni prima aveva donato al Comune di Modena la propria collezione di dipinti di epoca barocca, insieme al palazzo di famiglia che la ospitava. A lui va il merito di avere acquisito per il Museo numerosi importanti dipinti di pittori modenesi del XVI e XVII secolo e di avere creato una sala dedicata al principale pittore modenese dell’Ottocento, Adeodato Malatesta.

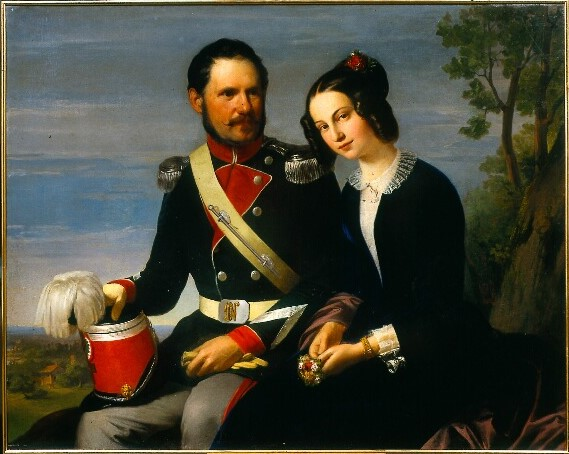
Adeodato Malatesta, Ritratto dell'avvocato Nicola Spinelli con la consorte marchesa Eloisa Bellincini Bagnesi, XIX sec.

### Il Museo civico si sdoppia
Nei decenni seguenti la reazione al Positivismo di fine secolo e l’idealismo degli inizi del Novecento rendono via via più indecifrabili i percorsi del Museo, mentre sporadiche operazioni di svecchiamento tentano invano di sfoltire l’assetto espositivo. Agli inizi degli anni Sessanta del Novecento, in particolare, il risveglio dell’interesse per il Museo da parte dell’amministrazione comunale, che ne promuove il ruolo sociale ed educativo, determina lo sdoppiamento dell’istituto in Museo archeologico etnologico e Museo d’arte medievale e moderna e alla nomina di due direttori (1962). Il percorso espositivo rimane unico, ma è oggetto di una drastica riduzione delle opere esposte, selezionate sulla base di criteri estetici e didattici, mentre la sezione etnologica viene addirittura chiusa al pubblico e le sale destinate a laboratori scolastici.

### Il riordino degli anni Ottanta del Novecento
Il successivo riordino delle raccolte condotto tra 1986 e 1990 ha invece valorizzato l’origine ottocentesca del museo, riproponendo nella sostanza i criteri espositivi che avevano guidato l’operato dei primi direttori. 
Sono stati così recuperati quei criteri di esposizione seriale che consentono di evidenziare la ricchezza e varietà del patrimonio museale: per le raccolte archeologiche l’ordinamento cronologico e topografico; per quelle artistiche i criteri di rappresentatività a livello artistico-industriale. Le sale dell’etnografia sono state riaperte al pubblico con un percorso aggiornato sulle collezioni, esposte per nuclei geografici.
L’attuale assetto espositivo del museo, inaugurato nel 1990, mantiene sostanzialmente intatti gli arredi del XIX secolo, caratterizzati dalle grandi vetrine in legno scuro che rivestono le pareti degli ambienti, e recupera così una testimonianza museografica di assoluto rilievo nel panorama italiano ed europeo.

### Il 150º anniversario e il ritorno al museo unico
Il percorso di riflessione sulla storiae sulle origini del Museo, che ha accompagnato l’importante ricorrenza del 150° dalla fondazione, ha condotto ad una riunificazione dell’istituto, che si presenta al pubblico con un nuovo marchio (i cui rettangoli sovrapposti richiamano le vetrine ottocentesche), un nuovo sistema di identità visiva e un percorso di più immediata fruizione.
Nello stesso tempo, i lavori di riqualificazione dell’intero complesso in cui il museo ha sede, avviati grazie ai finanziamenti del Cantiere Ducato Estense promosso dal Ministero Beni Culturali, consentono finalmente di avviare la progettazione della futura espansione, che consentirà di valorizzare un patrimonio che continua a crescere.

## La sede

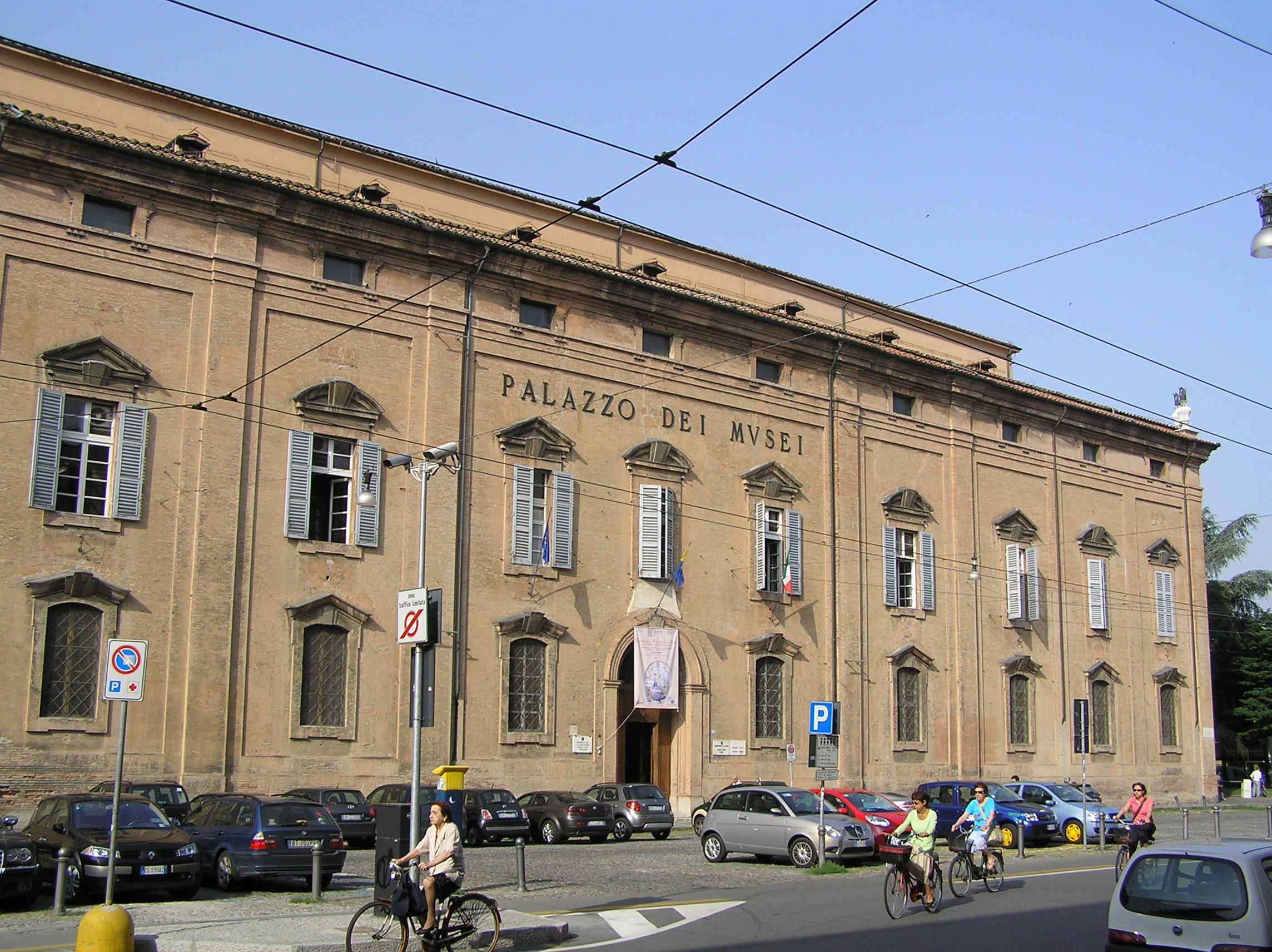
Il Palazzo dei Musei in Piazza Sant'Agostino

Il Palazzo dei Musei in Piazza Sant'Agostino, attuale sede del Museo, fu costruito nel 1764 dall'architetto ducale Pietro Termanini, che intervenne sul preesistente Arsenale ducale e sull’attiguo monastero agostiniano. Il vasto complesso, nato come Grande Albergo dei Poveri, fu costruito su richiesta del duca Francesco III d'Este, che desiderava un luogo in cui accogliere le Opere Pie della città di Modena.
Tale operazione rientra in una più ampia politica di riforma sociale e di rinnovamento urbanistico di cui gli Estensi si erano fatti promotori per far fronte ai numerosi problemi di ordine pubblico e di risanamento della città, nell’ambito del dispotismo illuminato della seconda metà del Settecento. Per le stesse ragioni nel 1753 era stato costruito il Grande Ospedale affacciato sulla medesima piazza. 
Il primo nucleo dell'Albergo dei Poveri fu ricavato negli spazi liberati dell'Arsenale estense a cui seguirono quelli del Convento degli Agostiniani e della chiesa annessa. Le finalità della nuova costruzione, conclusasi nel 1771, erano sia assistenziali che educative, dato che al suo interno si provvedeva sia al sostentamento dei diseredati che al loro impiego. 

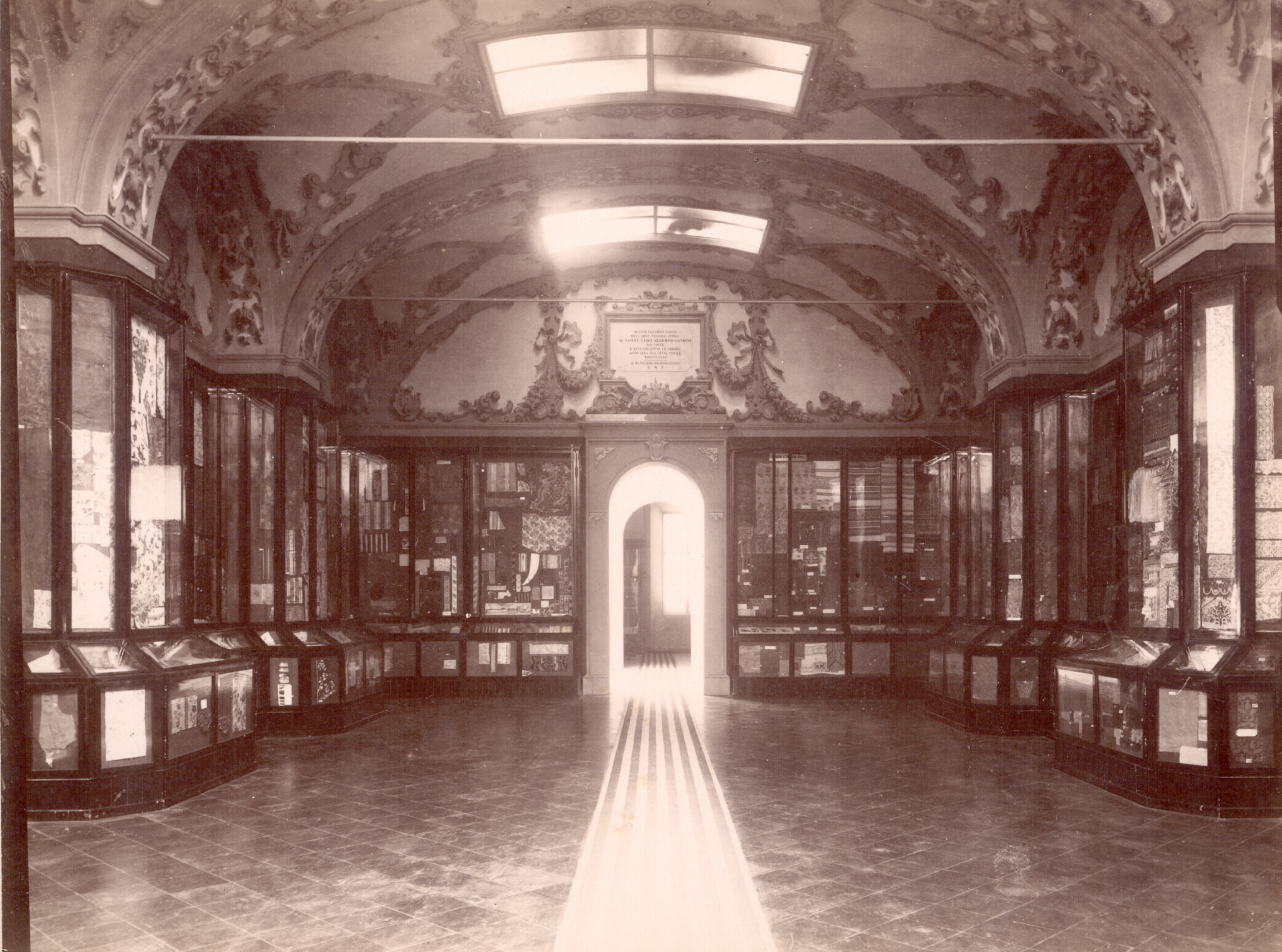
Veduta della Sala Gandini del Museo Civico di Modena nel 1886

Nel 1788 il Duca Ercole III d'Este trasformò il complesso in Albergo delle Arti, accogliendovi l'insegnamento di attività prossime alla scomparsa tra cui la lavorazione delle stoffe. Col passare degli anni l'edificio visse stagioni di cambiamenti e trasformazioni: in seguito all'arrivo delle truppe napoleoniche i sussidi agli indigenti che vi lavoravano furono sospesi, poi il palazzo fu destinato a luogo di residenza militare per gli ufficiali estensi, quindi nel 1817 il complesso passò alla Congregazione di Carità, che vi collocò il Monte dei pegni e l'Ospizio di Mendicità.
Dopo l'Unità d'Italia, la volontà di riunire i diversi istituti culturali cittadini, sia statali che comunali, spinse il Comune di Modena ad acquistare la parte del complesso prospiciente Piazza Sant’Agostino per collocarvi la Biblioteca Civica d'Arte Poletti, l'Archivio storico comunale, il Museo civico, la Galleria Estense e la Biblioteca Estense.

## Le raccolte principali

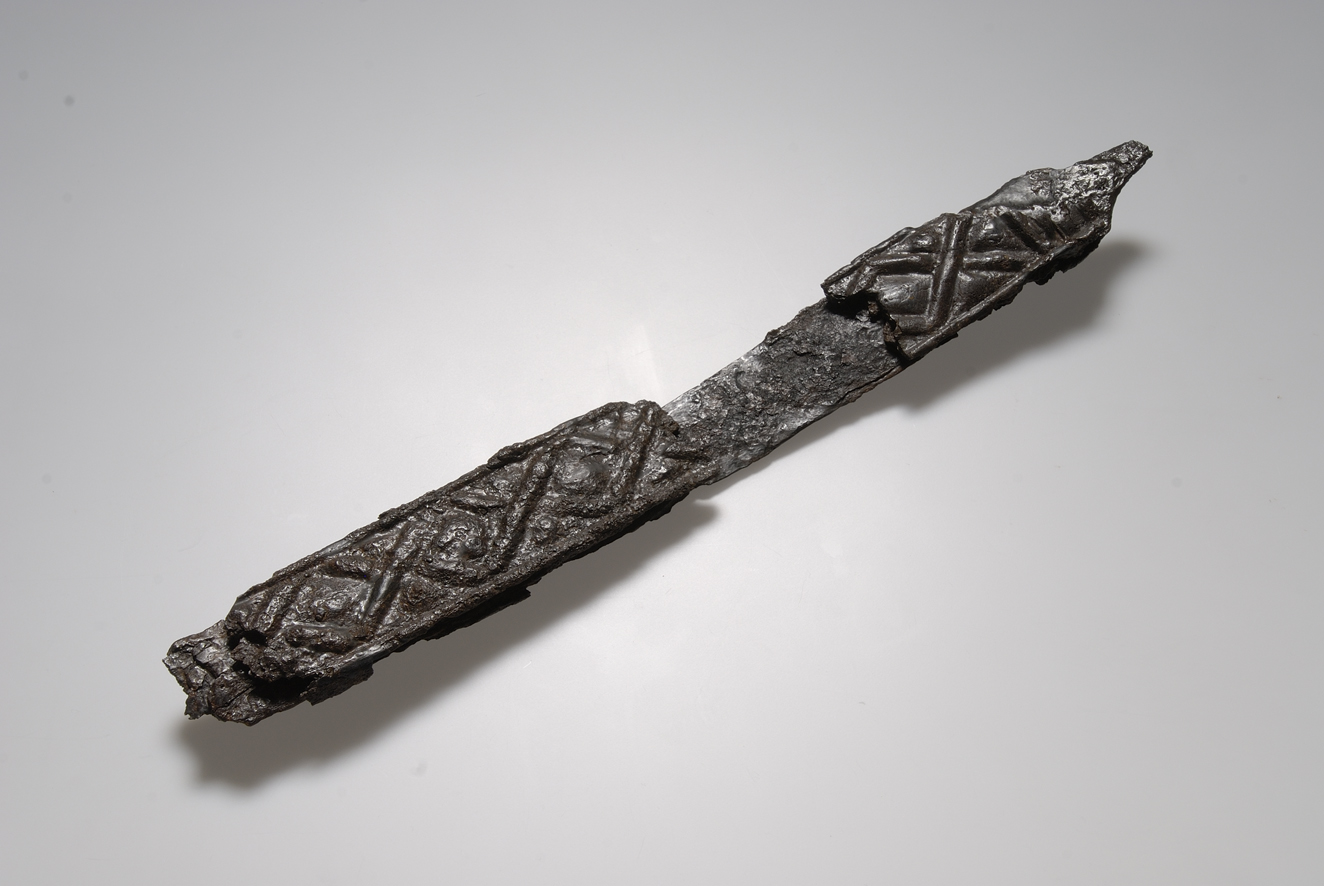
Spada del guerriero celta, rinvenuta nel 1883 da Arsenio Crespellani

L’eterogeneità che caratterizza il Museo - con le sue raccolte di archeologia, etnologia, arte e artigianato artistico, ma anche scienze, manifatture, tessuti, strumenti musicali - è il risultato di un progetto articolato che il suo fondatore Carlo Boni aveva delineato fin dai primi anni di vita dell’istituto. I direttori successivi, Crespellani e Gandini, continuarono l’opera svolta da Boni operando anche importanti estensioni del patrimonio. Il museo acquisì così una fisionomia ben definita, che rifletteva le scelte dei suoi direttori e più in generale il clima di un’epoca.

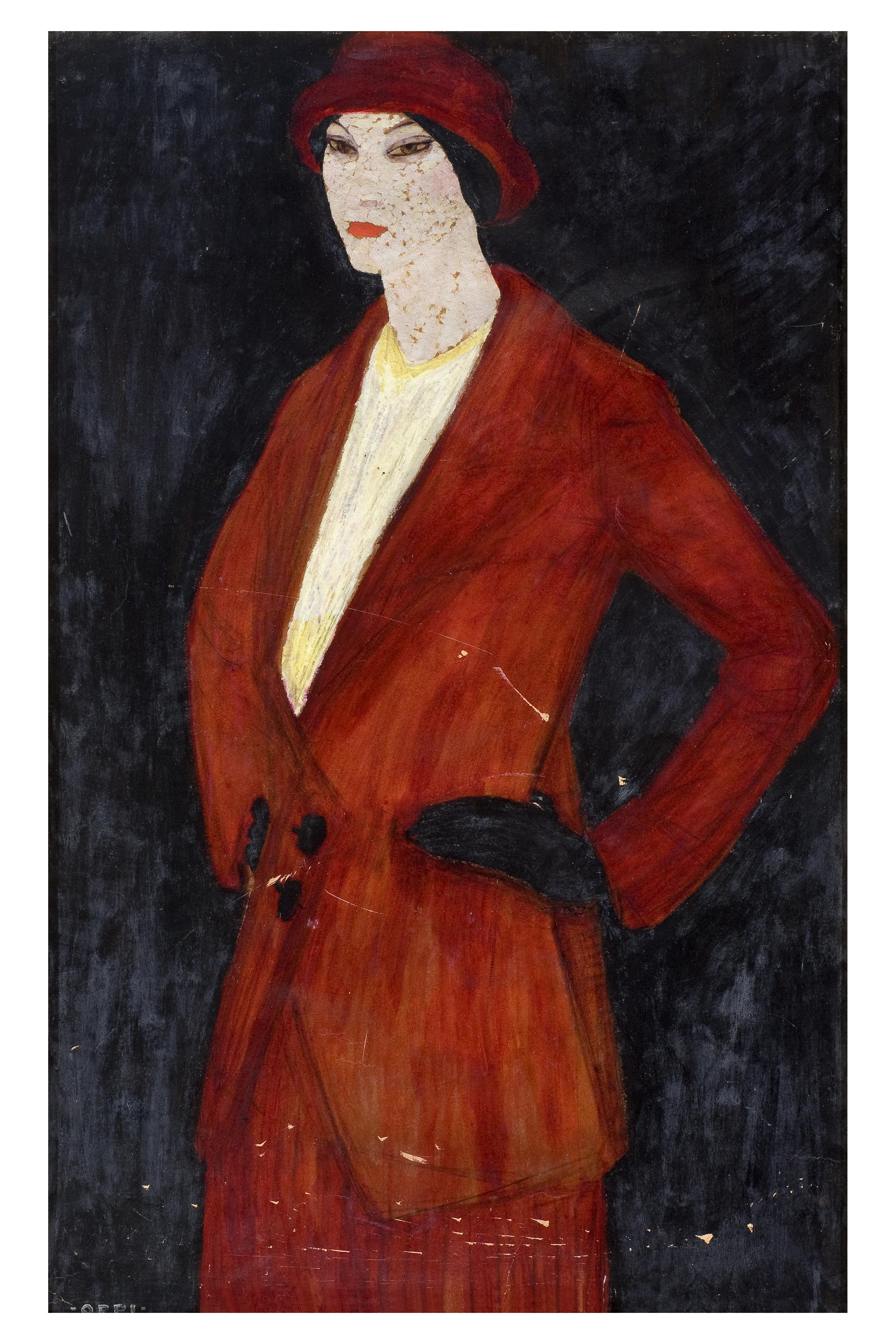
Ubaldo Oppi, Donna con abito rosso, 1913

Il Museo ha continuato nel corso della sua storia a crescere e ad arricchirsi di nuovi reperti e opere d'arte, grazie agli scavi condotti sul territorio e grazie al legame che l'istituto ha continuato a rinnovare nel tempo con la comunità cittadina: è stato così possibile dare rifugio ad opere che rischiavano la dispersione e sono circa 1.600 le donazioni giunte in Museo tra il 1871 e il 2020.
Tra le missioni del Museo vi sono la tutela, lo studio e la valorizzazione del patrimonio culturale cittadino attraverso numerose attività di conservazione, ricerca e sperimentazione, documentazione, divulgazione scientifica e didattica, e tramite l'organizzazione di eventi e mostre temporanee ideate per i diversi pubblici.
Il Museo è anche coinvolto in progetti condotti in partecipazione con la comunità scientifica, con le istituzioni, con aziende private e con i cittadini, e che si svolgono in ambito locale, nazionale e internazionale. Questa ampia rete di collaborazioni ha permesso negli anni di riscoprire alcune raccolte invisibili al pubblico, poiché conservate nei depositi, applicando allo studio di esse un approccio interdisciplinare e le più moderne tecniche diagnostiche.

## Il percorso di visita

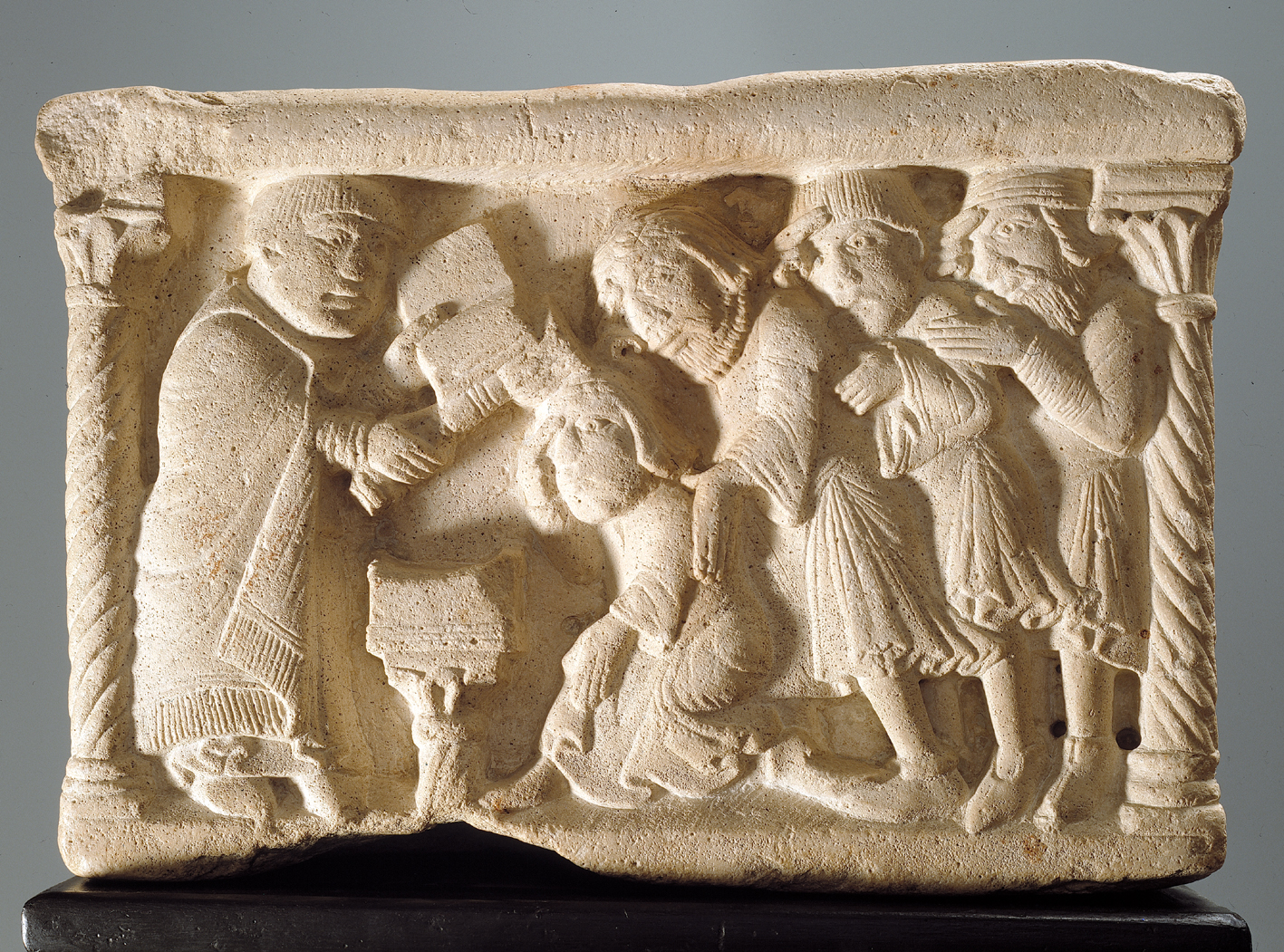
Piletta Wiligelmica, marmo, prima metà XII sec.

- Sala 1 - Anima e corpo. Arte sacra - La visita inizia dal vasto ambiente dominato dalla Madonna col Bambino e S. Giovannino (1528) di Antonio Begarelli, proveniente dalla facciata del Palazzo comunale. La sala, destinata all’Arte sacra dagli inizi del Novecento, presenta oggi pitture, sculture, oreficerie e arredi di uso liturgico che documentano la produzione figurativa e artigianale modenese dal Medioevo al Settecento. Tra le testimonianze più antiche figurano: le oreficerie liturgiche provenienti dall’Abbazia di Frassinoro fondata da Beatrice di Canossa, madre di Matilde; un'acquasantiera della scuola di Wiligelmo e un capitello di maestranza campionese del XII secolo; frammenti di affreschi dei secoli XIII e XIV provenienti dalla cattedrale di Modena; una cimasa di trittico di Tomaso da Modena (1345 circa); dipinti di Francesco Stringa, Jean Boulanger, Sigismondo Caula, Antonio Consetti e Giacomo Zoboli, dimostrazione dello sviluppo della pittura nel ducato estense tra XVII e XVIII secolo.

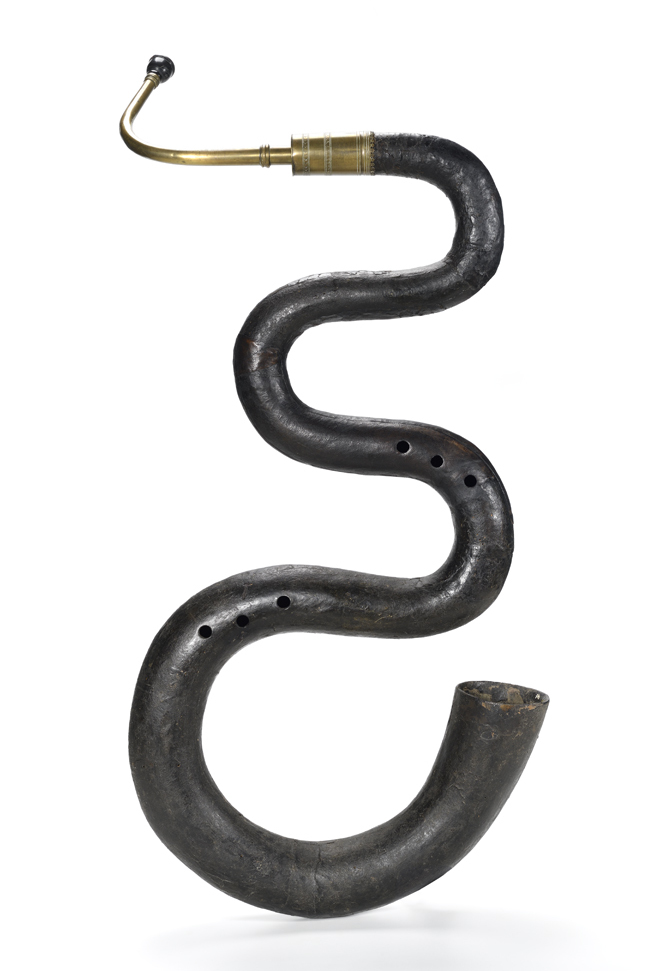
Manifattura italiana, Serpentone, fine XVIII sec.

- Sala 2 - Le forme del suono. Strumenti musicali - La sala presenta una raccolta di antichi strumenti musicali, il cui nucleo principale è costituito dalla collezione, donata nel 1892 dal conte Luigi Francesco Valdrighi, che testimonia la tradizione di alto artigianato fiorita tra Sette e Ottocento intorno alla corte estense. Tra gli strumenti di maggior pregio si segnalano le campane cittadine, i salteri settecenteschi di Giovanni Battista Dall'Olio, alcuni esemplari di flauti realizzati da noti costruttori europei, il pregevole clavicembalo di Pietro Termanini (1741) e strumenti a fiato prodotti nella prima metà del XIX secolo da Antonio Apparuti.
- Sala 3 - Modelli esemplari. Terrecotte, cuoi e carte fiorite - Il piccolo ambiente ospita raccolte eterogenee: elementi architettonici in cotto del XV, XVI e XIX secolo, tavolette dipinte che in origine decoravano travi e soffitti, carte decorate, cuoi impressi e dorati, pesi e misure. Queste raccolte evidenziano la funzione del museo, nei primi decenni della sua vita, come repertorio di modelli per l’industria e l’artigianato.[11]

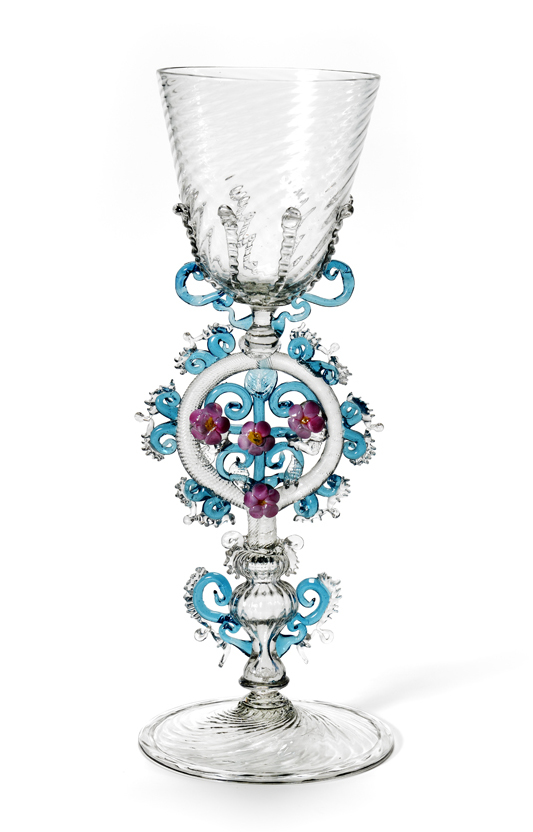
Bottega di Antonio Salviati, Bicchiere a calice in vetro "girasol", 1867-1878, Venezia

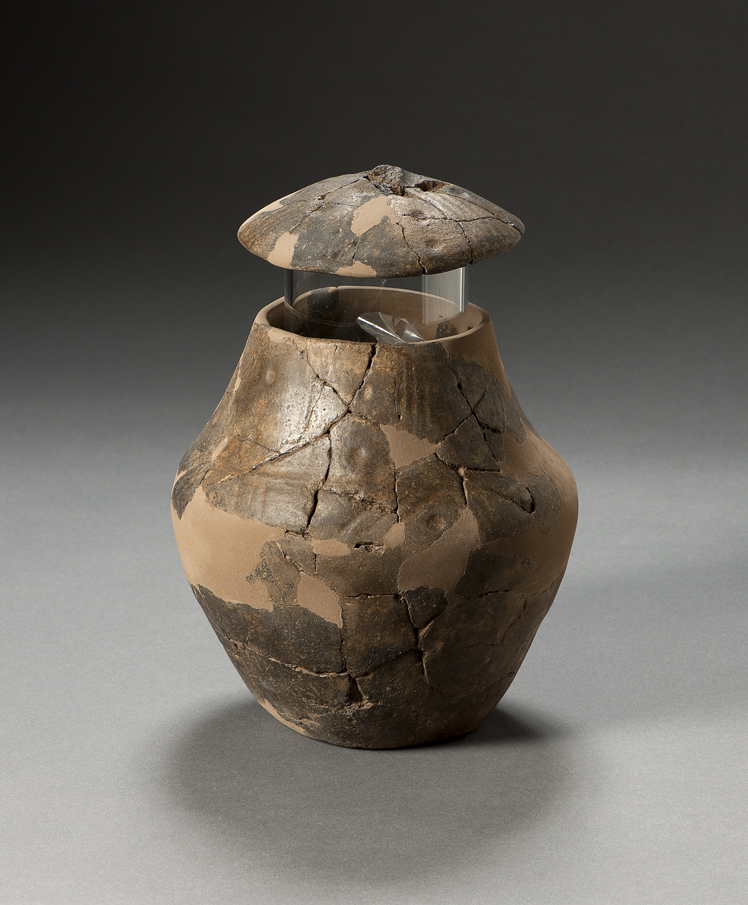
Urna cineraria dalla Necropoli di Casinalbo, età del bronzo medio

- Sala 4 - Gli strumenti dello scibile. Strumenti scientifici - L’origine della raccolta esposta in questa sala è strettamente legata alla cultura positivista e all’idea di museo come laboratorio di esperienze. Proveniente in parte dal Gabinetto di Fisica dell'Università, la raccolta documenta l’interesse che illustri scienziati e abili artigiani modenesi ebbero sia per la ricerca avanzata che per le sue applicazioni pratiche, in campi quali astronomia, elettromagnetismo, idraulica, termologia, ottica e meccanica. Da segnalare sono le sfere armillari di Giovanni Maccari, l'accendilume di Alessandro Volta, il microscopio a riflessione di Giovan Battista Amici, l'orologio “perpetuo” progettato da Giuseppe Zamboni, i globi terrestre e celeste di Matteo Greuter, le macchine costruite nel laboratorio del Gabinetto universitario da Fra' Agostino Arleri e una selezione di modelli di macchine provenienti dall'Istituto dei Cadetti Matematici Pionieri fondato dal duca Francesco IV nel 1823.
- Sala 5 - L’arte di mettere in tavola. Ceramiche e vetri - La sala espone ceramiche provenienti dal territorio ed emerse durante scavi e ristrutturazioni o acquisite grazie a donazioni: un gruppo di ceramiche graffite (scodelle, piattelli, fiasche, boccali), che documenta la produzione delle botteghe locali tra fine Quattrocento e Settecento; una campionatura di maioliche italiane dei secoli XV-XVIII; maioliche e terraglie create dalle manifatture sassolesi Dallari (1756-1835), Ferrari Moreni (1836-1853) e Rubbiani (1853-1911), con forme e motivi decorativi tipici della produzione ceramica estense. Tra i vetri soffiati e i cristalli molati si segnala un nucleo di esemplari veneziani e muranesi databile tra la fine del XVI e gli inizi del XVIII secolo.[12]
- Sala 6 - Ferro e fuoco. Armi, morsi e sproni - La donazione del marchese Paolo Coccapani Imperiali (1898) costituisce quasi per intero la raccolta di armi esposta in questo ambiente: le armi da fuoco, bianche e in asta, prevalentemente europee e databili tra il XV e il XIX secolo, raccontano la maestria degli armaioli del ducato estense.[13] Segue la singolare raccolta di morsi, staffe e sproni dei secoli XV-XIX, appartenuta al maestro di equitazione delle scuderie ducali Francesco Petermayer.[14] Al centro della sala si trova il sediolo dell’intagliatore Antonio Luigi Del Buttero, caratterizzato da una ricca decorazione ad intaglio con motivi di ispirazione neoclassica.
- Sala 7 - Trame d’incanto. La collezione tessile Gandini - Nel grande ambiente che conserva il suggestivo allestimento ottocentesco è esposta un'ampia selezione della raccolta tessile donata dal conte Luigi Alberto Gandini nel 1881-1882. Tra le più importanti a livello europeo, essa offre un ricchissimo e variegato campionario di filati, tecniche e ornati dell'arte tessile, prevalentemente italiana ed europea, dal Medioevo all'Ottocento.[15] L’intera sala è frutto di un progetto ispirato e seguito nelle sue varie fasi dallo stesso Gandini, mentre la decorazione fu realizzata dal pittore-scenografo Andrea Becchi e propone una suggestiva inquadratura in chiave rococò delle vetrine.[16]
- Sala 8 - L’idea del museo. Dalla dimensione civica alla prospettiva europea - Punto di snodo tra le raccolte artistiche, etnologiche e archeologiche, la sala racconta la storia del museo attraverso le correnti culturali che ne influenzarono lo sviluppo (evoluzionismo, comparativismo, movimento artistico industriale) dalla fondazione nel 1871 fino ai primi del Novecento, periodo in cui il Museo assunse quella fisionomia che è ancora oggi leggibile nel percorso e negli arredi. Tra le opere esposte figurano i reperti delle terramare raccolti da Giovanni Canestrini, che costituirono il primo nucleo del Museo, parte delle collezioni extraprovinciali acquisite da Boni, come la mummia di un bambino dalla raccolta egiziana e gli ex-voto etruschi della stipe votiva di Veio, la Sirena di Modena e i campionari di lastrine metalliche per "stampa naturale" di Felice Riccò.

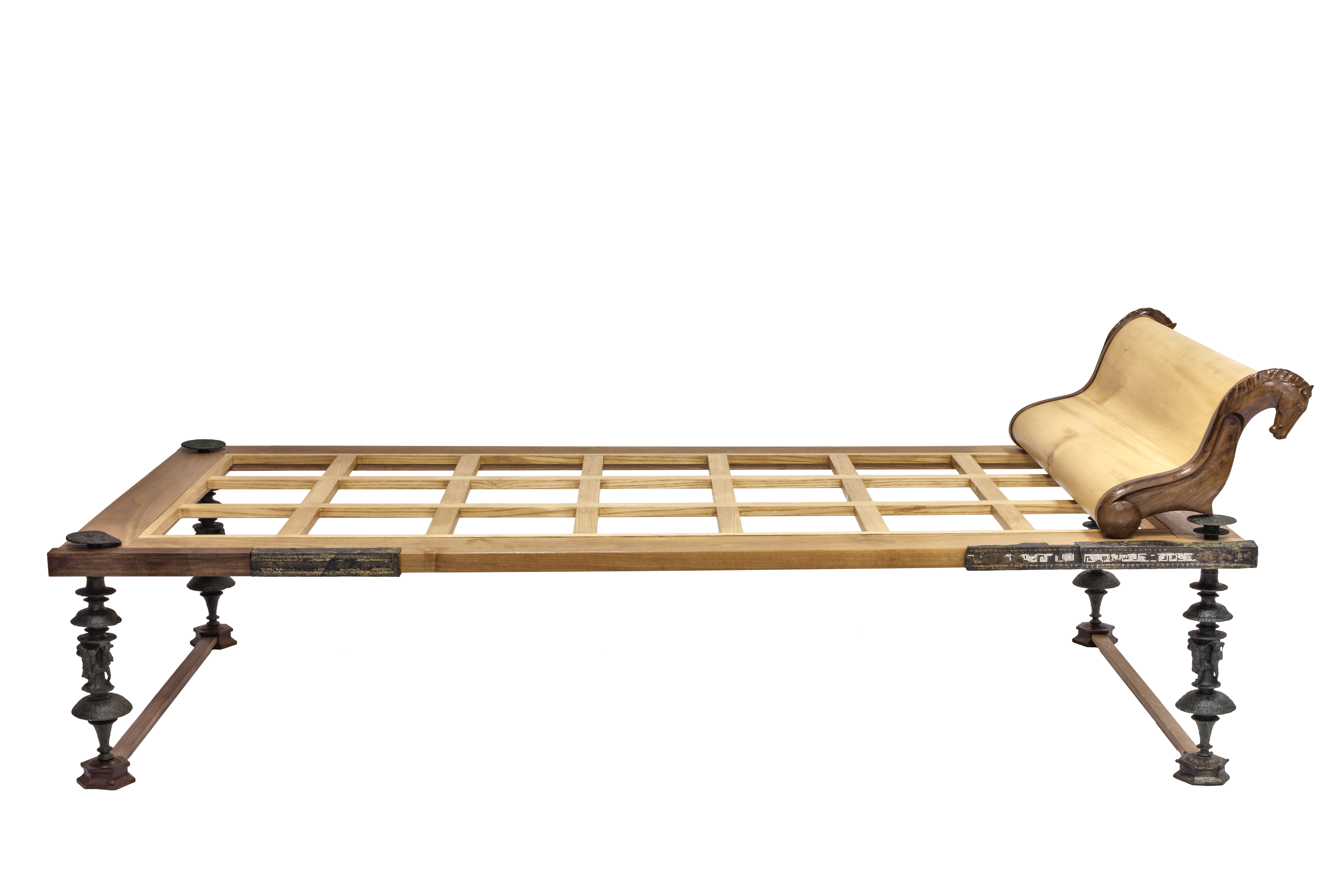
Letto tricliniare da una domus di Mutina, I sec. a.C.

- Sala 9 - 300.000 anni di storia - Nella grande sala dedicata all'archeologia, attraverso migliaia di reperti le vetrine raccontano 300.000 anni di storia di Modena e del suo territorio: dai manufatti in pietra del Paleolitico alle prime ceramiche del Neolitico, dai raffinati reperti in bronzo delle terramare alle tombe villanoviane, dalla necropoli etrusca della Galassina alle antefisse del santuario repubblicano di Cittanova e alle preziose suppellettili delle domus di Mutina, fino ai corredi delle tombe longobarde. L’esposizione attuale è il risultato di un progetto che ha recuperato l’ordinamento cronologico e topografico adottato dai primi direttori, Carlo Boni e Arsenio Crespellani, aggiornato sulla base degli sviluppi delle ricerche archeologiche. Alle raccolte ottocentesche si sono aggiunti in seguito numerosi reperti, frutto delle ricerche sul Neolitico e l’Eneolitico dell’archeologo modenese Fernando Malavolti, e dei più recenti scavi in città e nel territorio, valorizzate grazie alla collaborazione con la Soprintendenza Archeologica, da quelli nella terramara di Montale (che hanno portato alla realizzazione del Parco archeologico) e nella necropoli della terramara di Casinalbo, a quelli che si sono succeduti nell’area della città romana di Mutina e nelle sue vicinanze, come nel caso delle ricche necropoli lungo la via Emilia e dei cosiddetti Amanti di Modena.

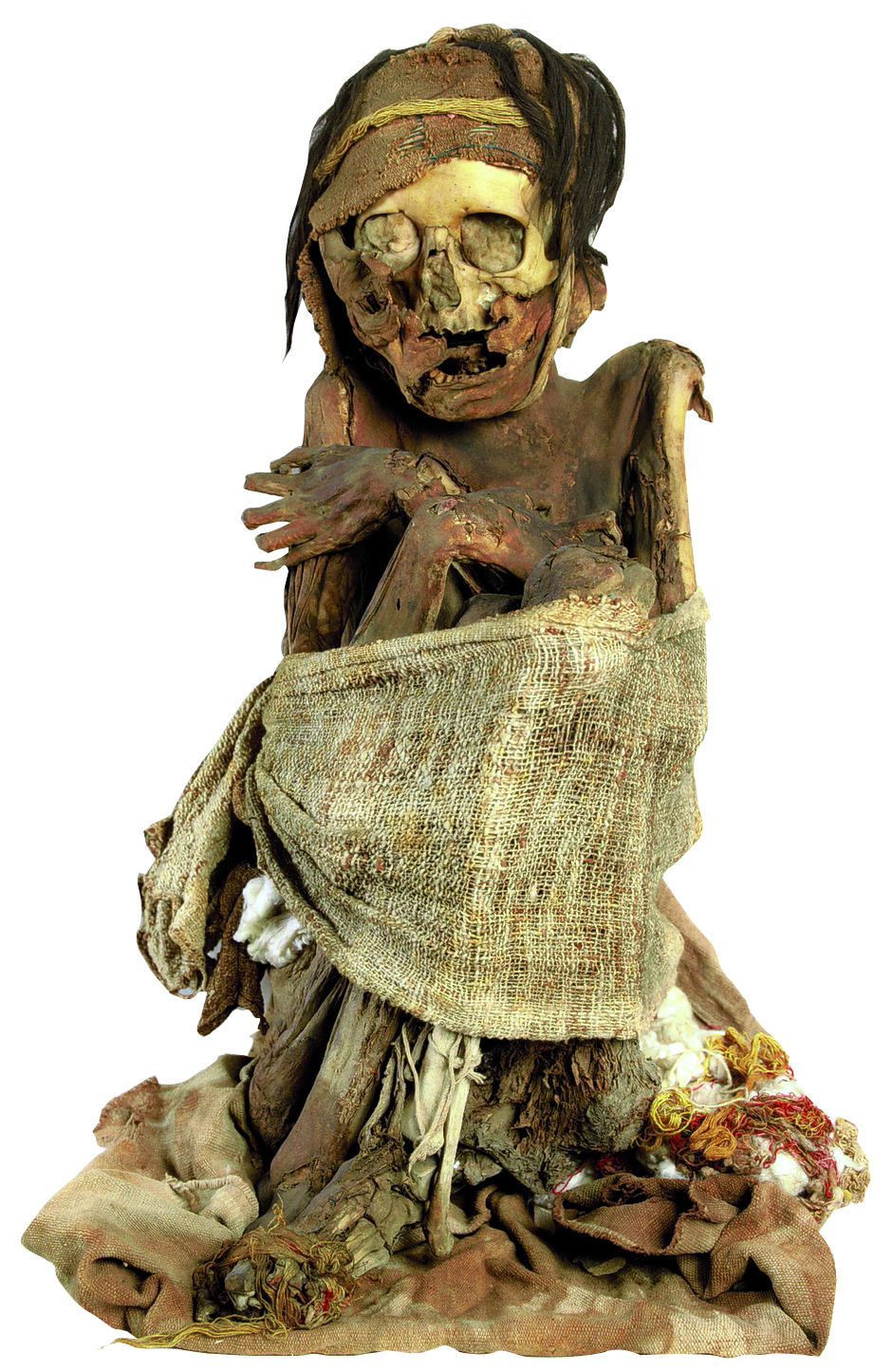
Mummia femminile, necropoli di Ancon, XV-XVI sec.

- Sala 10 - Viaggio ai confini del mondo. Nuova Guinea - La prima delle sale dedicate all'etnologia accoglie materiali di straordinaria fattura che documentano aspetti della vita quotidiana delle popolazioni della Nuova Guinea raccolti dall’etnologo Lamberto Loria tra il 1889 e il 1890, durante uno dei primi viaggi scientifici condotti sull'isola. Le puntuali informazioni da lui fornite hanno consentito di riproporre nell'esposizione l’itinerario della spedizione.
- Sala 11 - Dalle terre degli Incas. Perù precolombiano - La maggior parte dei materiali esposti in questa sezione sono stati raccolti e donati al Museo da due modenesi, Antonio Boccolari e Paolo Parenti, durante un viaggio di circumnavigazione del globo a bordo della corvetta Vettor Pisani tra il 1882 ed il 1885. La raccolta illustra aspetti delle culture preincaiche e incaiche della costa peruviana in epoca precolombiana e comprende importanti testimonianze tessili, ceramiche e antropologiche, come gli esemplari provenienti dalla necropoli di Ancon.[17]

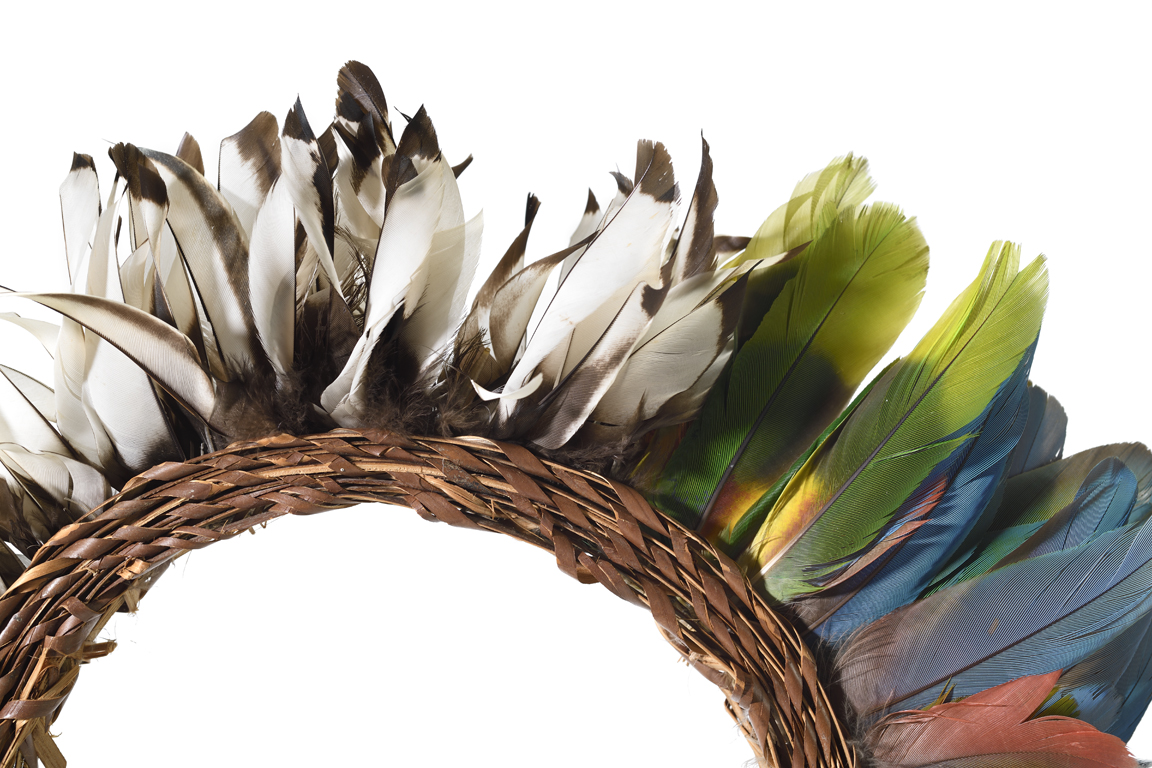
Ornamento per il capo, indios Yanomami

- Sala 12 - Storie di popoli lontani: America del Sud, Africa, Asia - Nell'ultima sala dedicata alle raccolte etnologiche sono esposti manufatti provenienti da tre continenti. Le collezioni degli Indios dell’America del Sud testimoniano la cultura materiale sia di gruppi umani ormai estinti da tempo, a causa delle epidemie e delle persecuzioni dei colonizzatori europei del XVI secolo, sia di popolazioni che sono riuscite ad adattarsi per sopravvivere. Comprende nuclei ottocenteschi, con ornamenti plumari prodotti dai Mundurucù e dagli indios del bacino dell’alto Rio Negro donati dal medico modenese Luigi Bompani, e un nucleo di recente acquisizione degli indios Yanomami. I materiali africani sono in parte legati alle spedizioni esplorative nella regione equatoriale del Bacino del Congo nella seconda metà del XIX secolo, e in parte sono testimoni del coinvolgimento coloniale italiano nell'area del Corno d'Africa.[18] Si collegano a questi ultimi i dipinti del modenese Augusto Valli che, alla vigilia dell’occupazione italiana di Massaua, partì giovanissimo per il suo primo viaggio in Africa, tornandovi in seguito più volte. La raccolta di oggetti provenienti dall’Asia è frutto di acquisizioni sporadiche e di donazioni da parte di modenesi che per motivi commerciali o politici visitarono il continente alla fine del XIX secolo e riflette, più che uno specifico interesse etnografico, la curiosità per gli oggetti rari ed esotici.

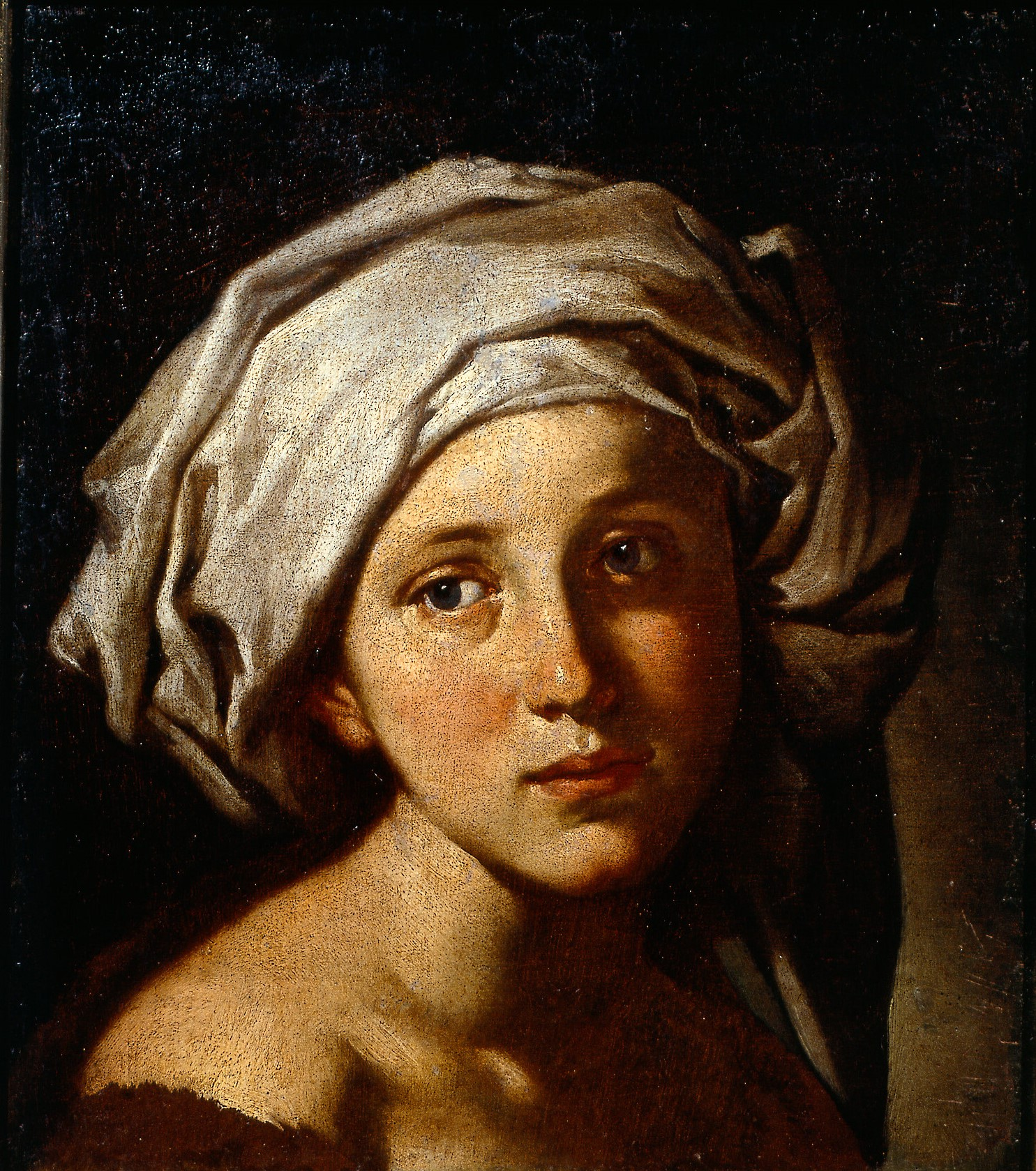
Francesco Stringa, Testa di fanciulla con turbante, 1635-1709

- Sala 13 - Collezionisti si nasce. La galleria del marchese Matteo Campori - La sala accoglie i dipinti provenienti dalla Galleria del marchese Matteo Campori, donata al Comune nel 1929 insieme al palazzo di famiglia in cui era esposta ed ai suoi arredi. La raccolta espone pitture del Sei-Settecento di scuola emiliana, lombarda, veneta, ligure e piemontese, con soggetti sacri e profani, nature morte, vedute e scene di genere. Tra le opere più significative figurano il Ritratto del figlio del generale Pàllfly di Giuseppe Maria Crespi, il Portarolo di Giacomo Ceruti, il Domine quo vadis? di Ludovico Lana e la Testa di fanciulla con turbante di Francesco Stringa, ma anche il nucleo di vedute e capricci architettonici con opere di Marco Ricci, Michele Marieschi e Antonio Jolli.

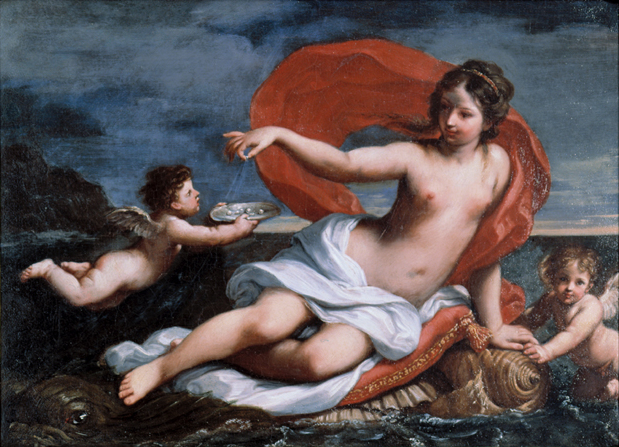
Elisabetta Sirani, Galatea, 1664

- Sala 14 - Collezionisti si diventa. Dipinti e argenti del commercialista Carlo Sernicoli - La sala ospita dipinti e argenti donati nel 2007 tramite lascito testamentario dal modenese Carlo Sernicoli, amatore d’arte e collezionista mosso dalla volontà di recuperare opere legate alla cultura artistica della sua regione. Una trentina di importanti dipinti antichi documenta ampiamente il panorama artistico emiliano in un arco temporale compreso tra il XV e il XVIII secolo, con opere di Giovanni da Modena, Bartolomeo Passerotti, Elisabetta Sirani, Guercino, Giuseppe Maria Crespi e Donato Creti. A questi si affianca un nucleo di dipinti del Novecento, con opere di Pompeo Borra, Virgilio Guidi e Ubaldo Oppi. Gli argenti costituiscono invece una preziosa testimonianza dell'attività delle botteghe orafe cittadine attive tra il XVII e XIX secolo.

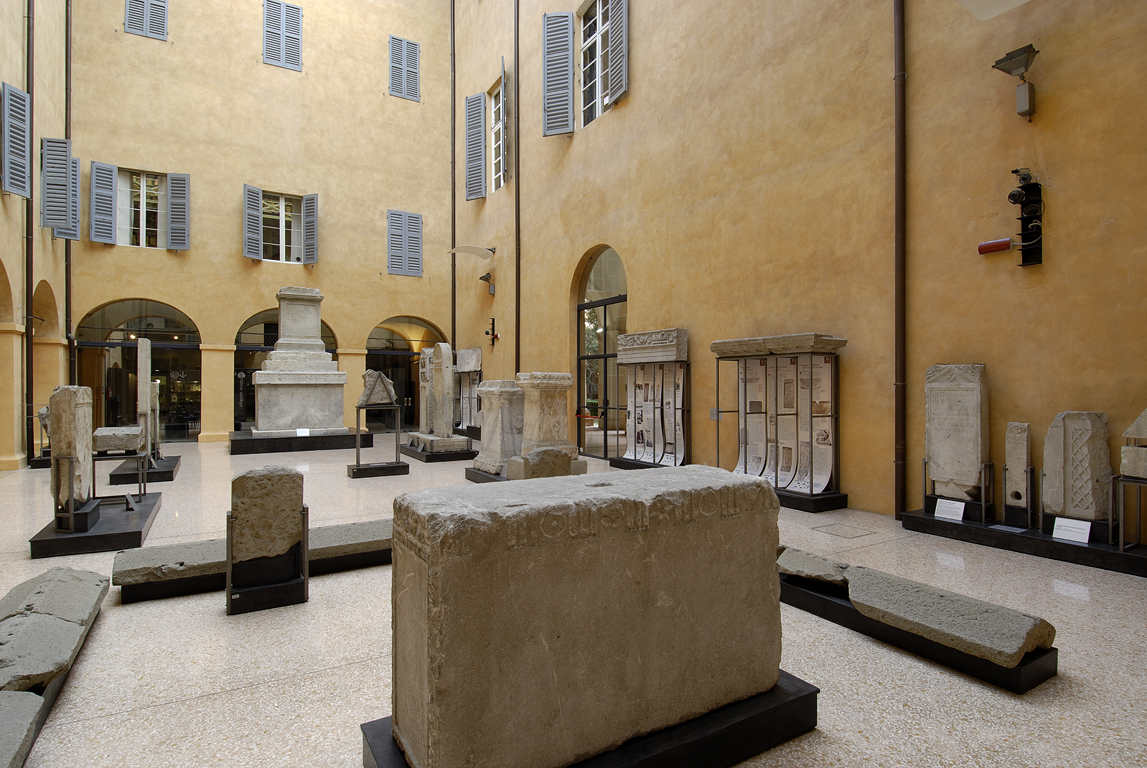
Il Lapidario Romano nel cortile del Palazzo dei Musei

- Lapidario Romano - Collocato nel cortile al piano terra del Palazzo dei Musei, il Lapidario presenta testimonianze monumentali delle necropoli di Mutina venute alla luce a partire dal secondo dopoguerra. Esse attestano la ricchezza raggiunta dalla città e, attraverso le epigrafi, forniscono un affresco del variegato tessuto sociale della città.[19] L’esposizione è organizzata per nuclei topografici riferibili alle diverse necropoli che si svilupparono lungo le principali strade di accesso alla città, in particolare lungo la via Emilia. Tra i monumenti esposti spicca per imponenza l'ara funeraria di Vetilia Egloge, data al I secolo d.C.[20]

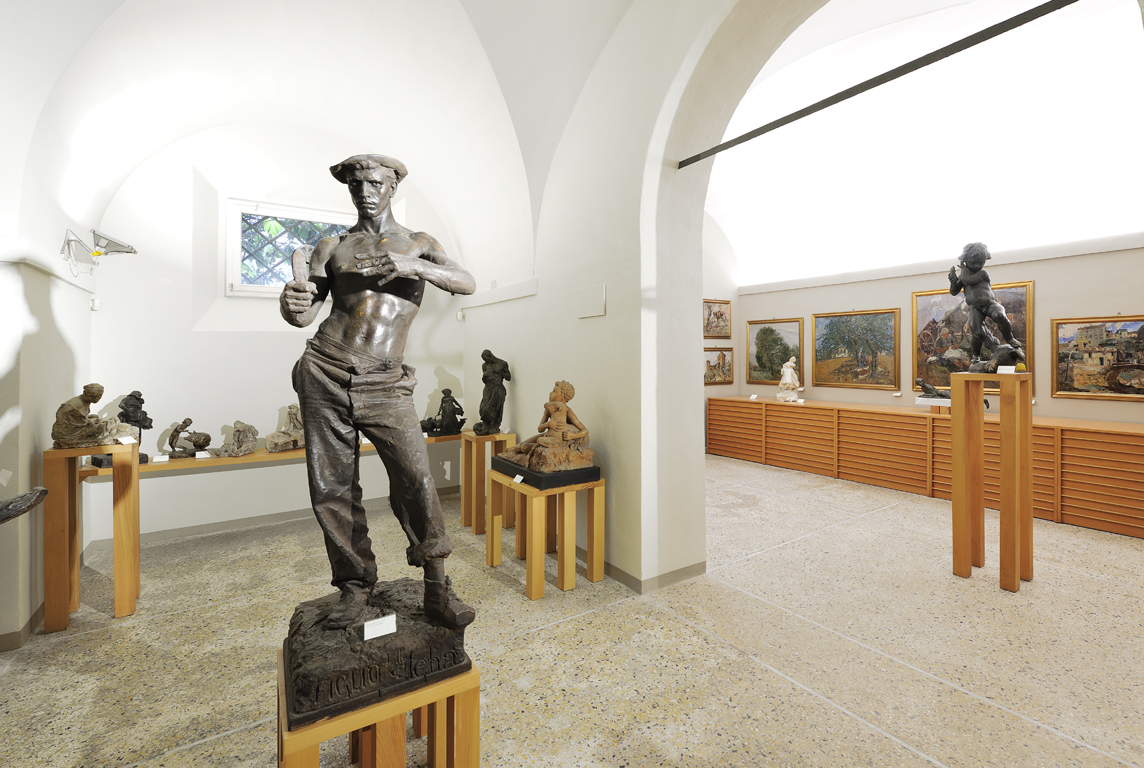
La Gipsoteca "Giuseppe Graziosi"

- Gipsoteca Graziosi - Ospitata nei locali contigui al Lapidario, la Gipsoteca espone opere plastiche, pittoriche e grafiche dell'artista modenese Giuseppe Graziosi, donate dagli eredi. Le opere esposte consentono di ripercorrere le fasi salienti della poliedrica vita artistica di Graziosi, dall'iniziale adesione alle tematiche del verismo sociale alle ricerche espressive stimolate dalla visione diretta delle opere di Rodin.[21] La Gipsoteca è il punto di partenza ideale per un itinerario attraverso le numerose opere dell’artista presenti in città.[22]

## Il Museo civico nel territorio
Altre realtà presenti nel centro e alle porte della città di Modena afferiscono al Museo, che ne gestisce e coordina le attività e la valorizzazione, anche in collaborazione con altri istituti:
- Le sette chiese comunali: Madonna del Voto; Sant’Agostino; Santa Maria della Pomposa; Tempio monumentale ai caduti; San Barnaba; San Biagio; San Lazzaro.
- Il Sito Unesco di Modena, costituito da Cattedrale, Torre Ghirlandina e Piazza Grande, istituito nel 1997.
- Le sale storiche del Palazzo Comunale, che presentano dipinti di importanti autori (Nicolò dell’Abate, Ludovico Lana, Adeodato Malatesta), arredi antichi e un oggetto molto particolare: nel Camerino dei Confirmati è custodita la Secchia rapita, testimonianza della vittoria dei Modenesi contro i Bolognesi del 1325 nella battaglia di Zappolino.
- La capsula del tempo Da Mutina al futuro, custodita nella Sala del Pozzo della Torre Ghirlandina. La capsula è stata sigillata nel 2018 in occasione della mostra Mutina Splendidissima e sarà riaperta nel 2099, mille anni dopo la posa della prima pietra del Duomo. La capsula racchiude centinaia di messaggi e oggetti che i visitatori della mostra hanno affidato alle future generazioni.
- Ad perpetuam rei memoriam, opera di pittura murale realizzata da Eron sulla facciata di Palazzo Santa Chiara in occasione dell'edizione 2017 del Festivalfilosofia e dell'anniversario dei 2200 anni dalla fondazione della città.
- Il Parco archeologico Novi Ark, presso il Parco Novi Sad.
- Il Parco Archeologico e Museo all’aperto della terramara di Montale a Montale Rangone.
- La raccolta della vita contadina di Villa Sorra.
- Le raccolte del Museo del Risorgimento.

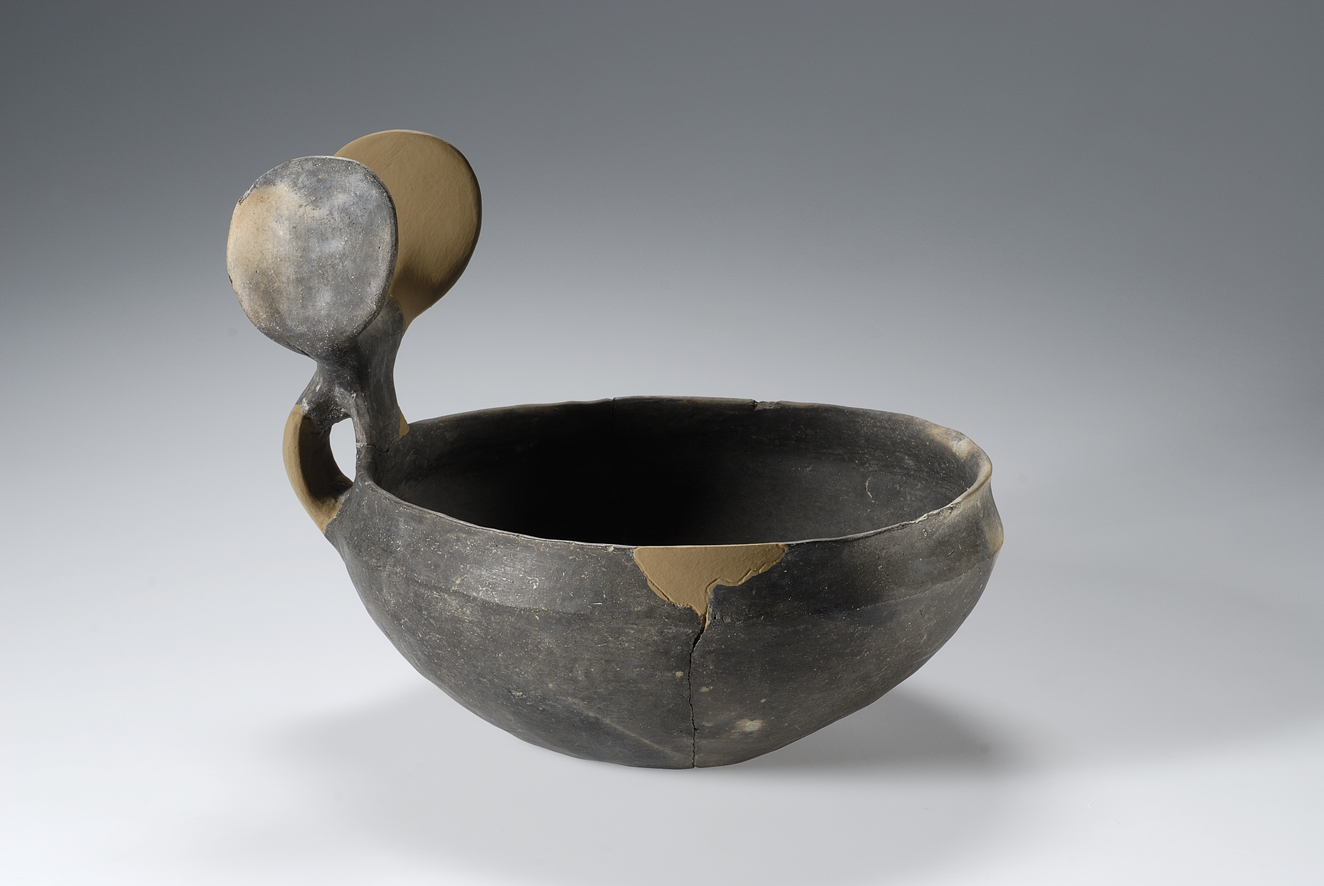
Ciotola carenata dalla terramara di Sant’Ambrogio, 1450 – 1350 a.C.
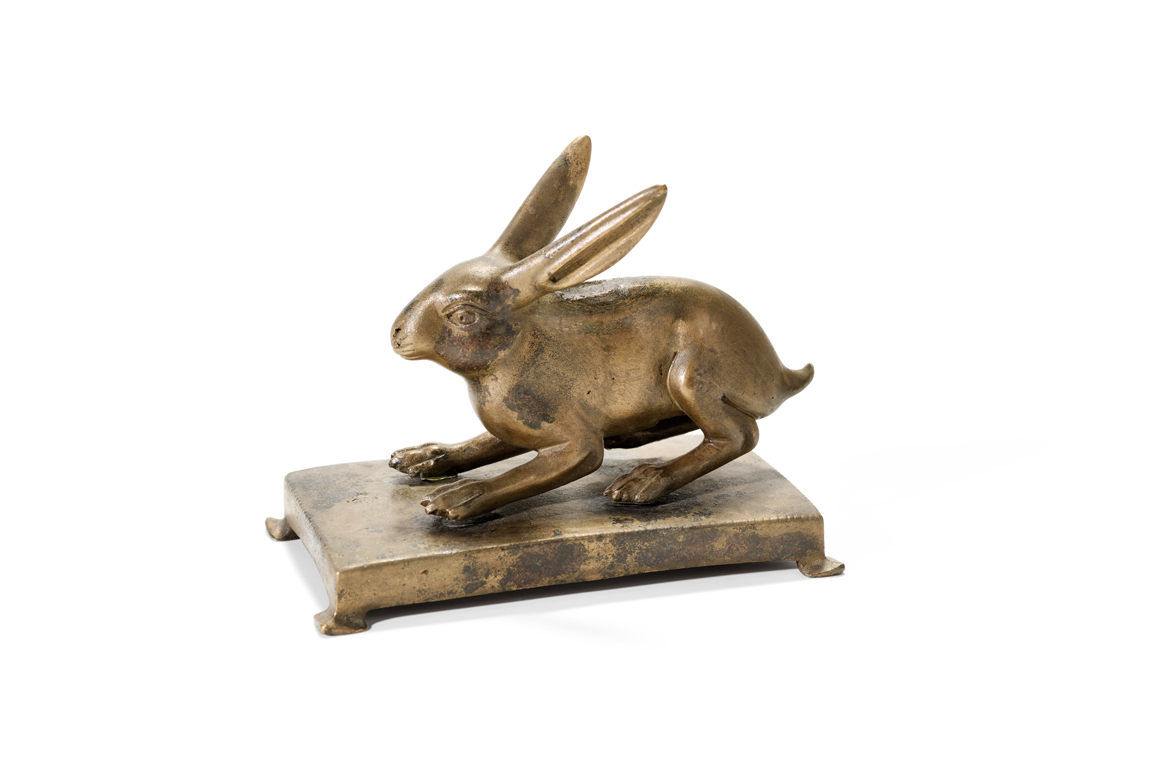
Statuetta di lepre in bronzo dall'area di Piazza Grande, I secolo d.C.
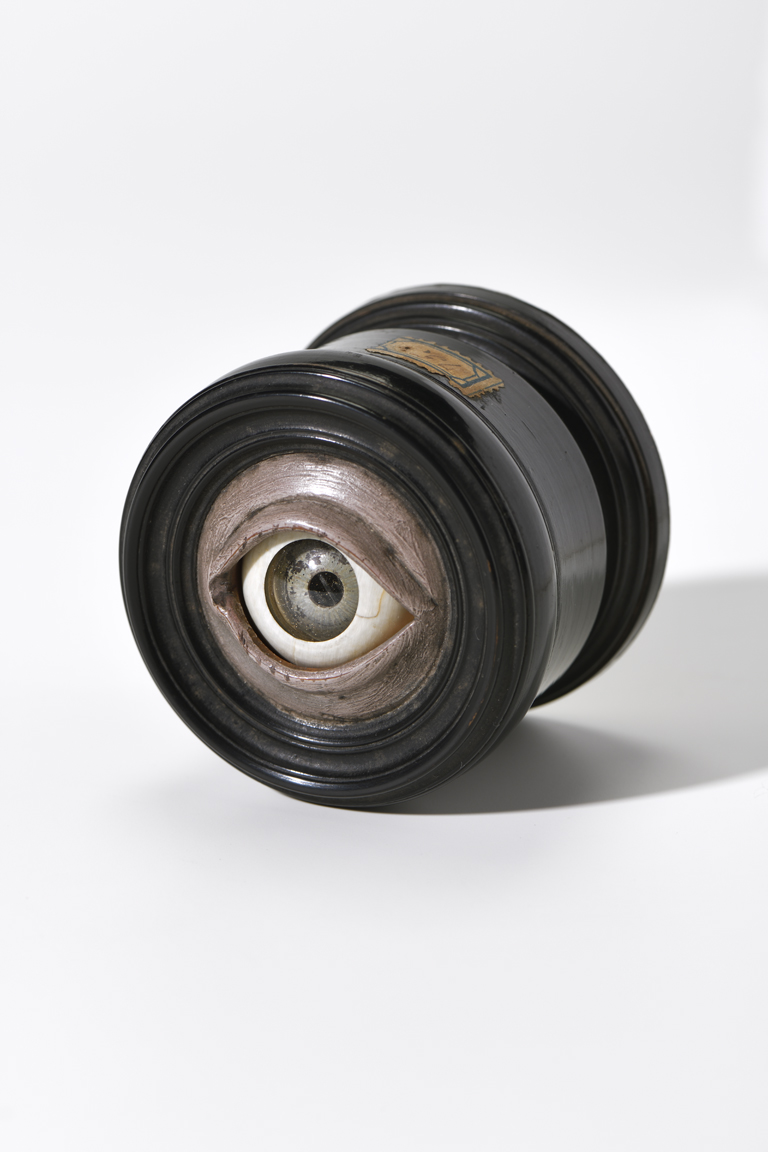
Modello di occhio umano scomponibile, usato dal Dott. Arcangelo Crespellan, 1794-1846
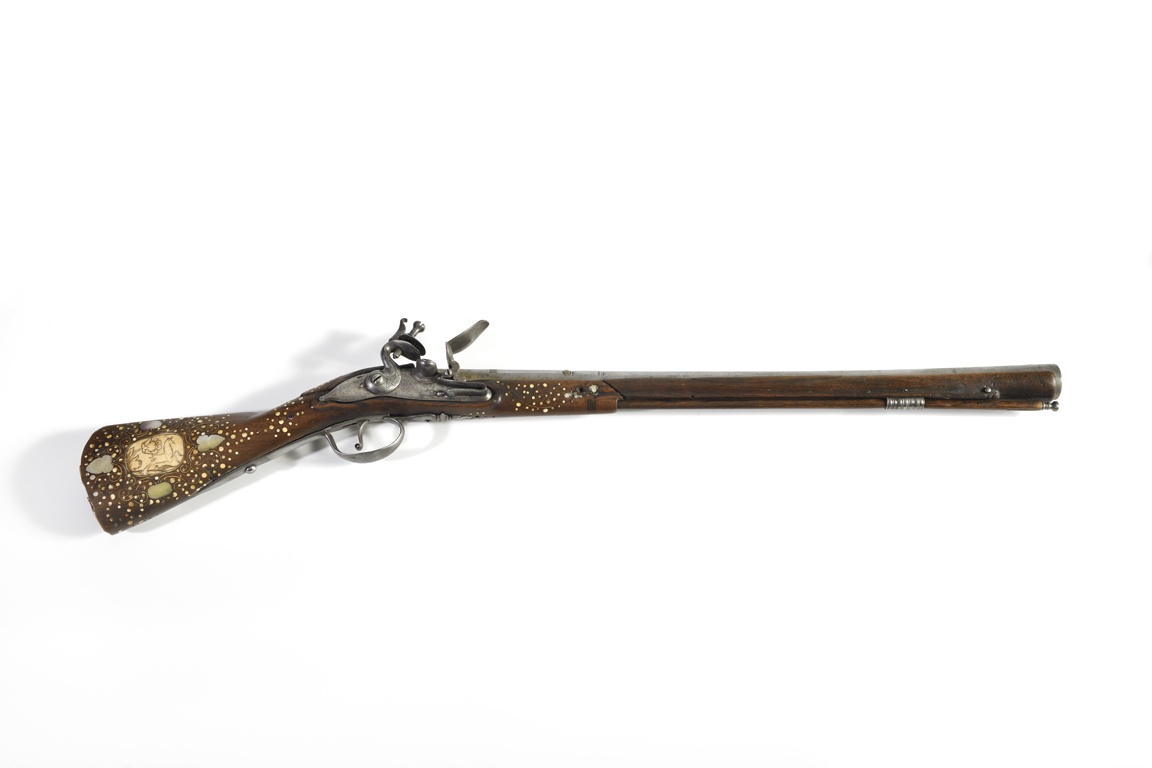
Archibuso, Germania (?), 1685 circa
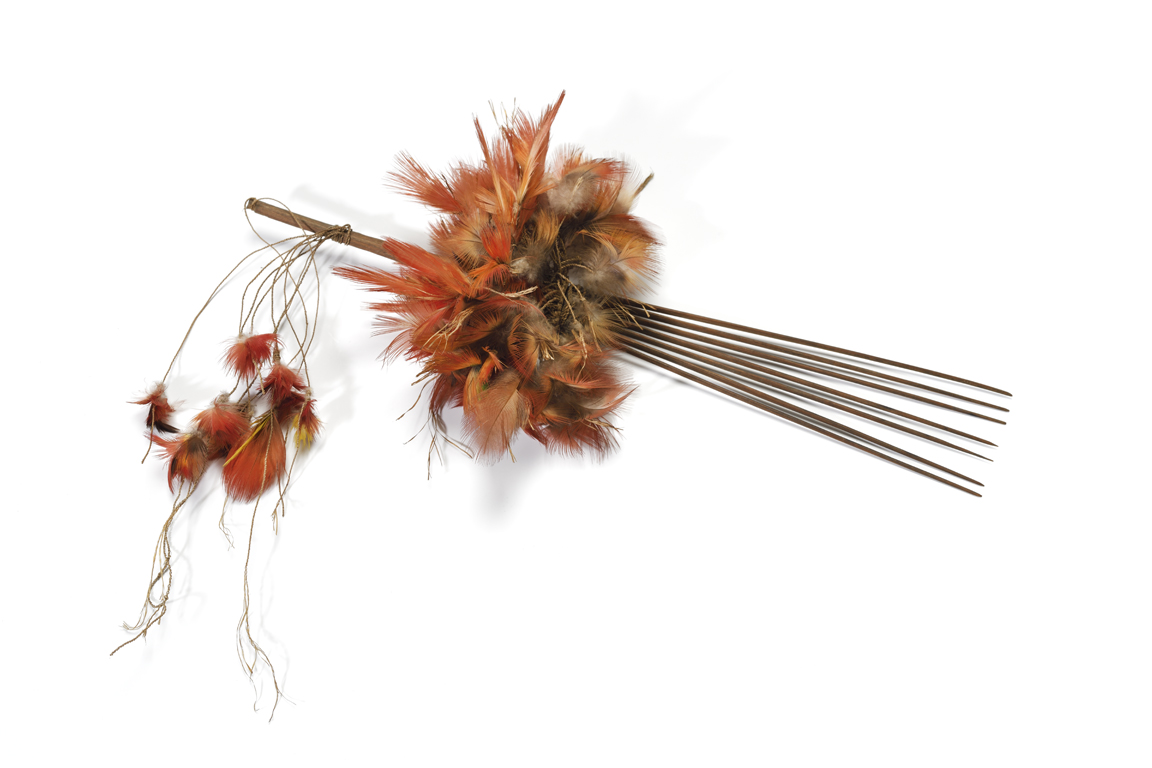
Pettine di legno, distretto di Rigo, Nuova Guinea
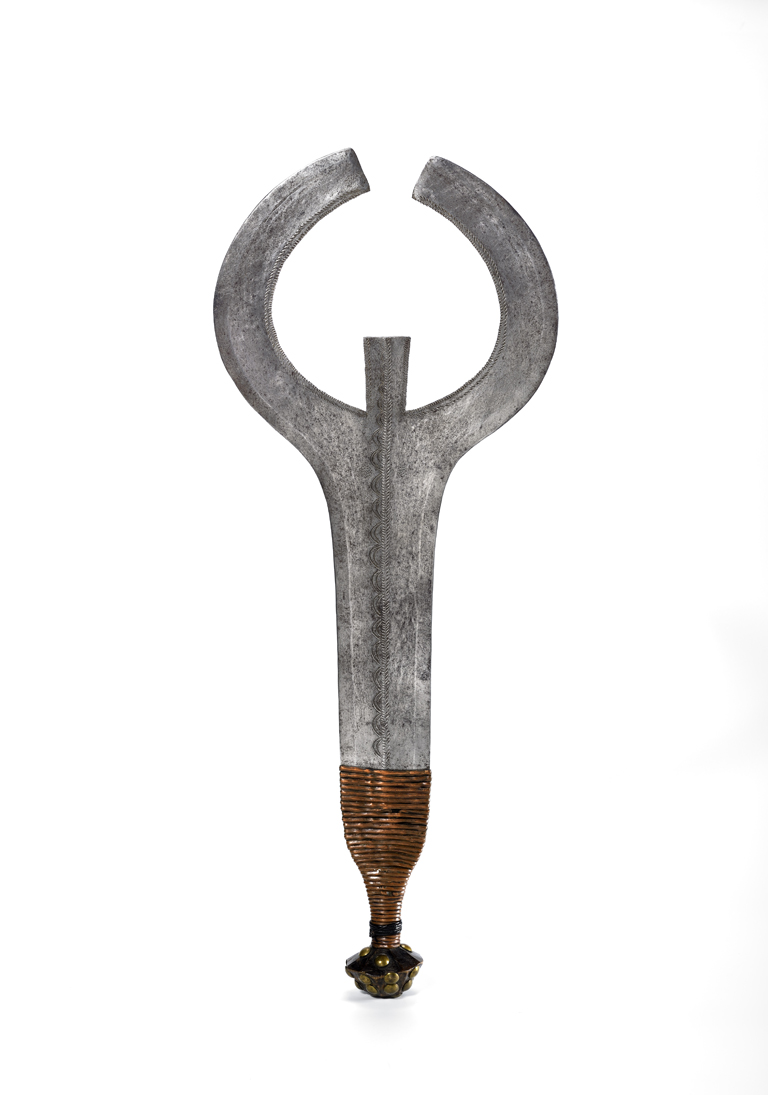
Coltello con lama di ferro decorata da incisioni. Bacino del Congo, XIX secolo
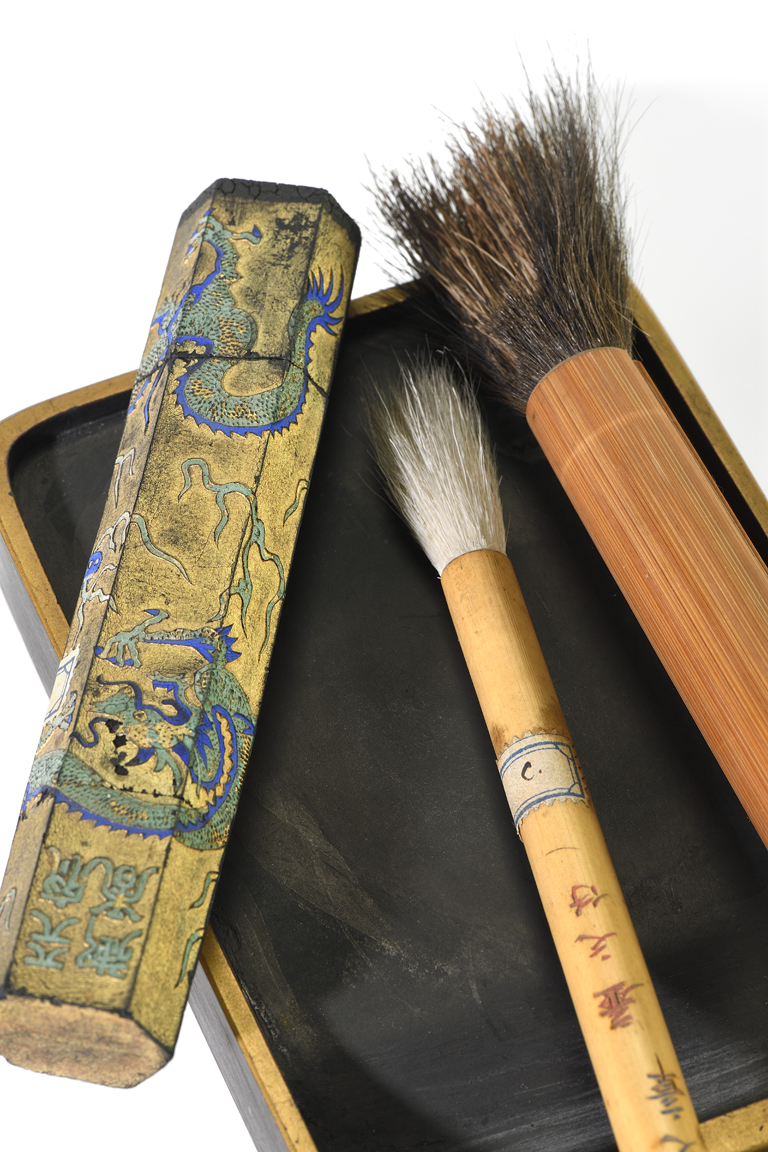
Tavoletta in lavagno, bastoncino di inchiostro e pennelli. Giappone, XIX secolo
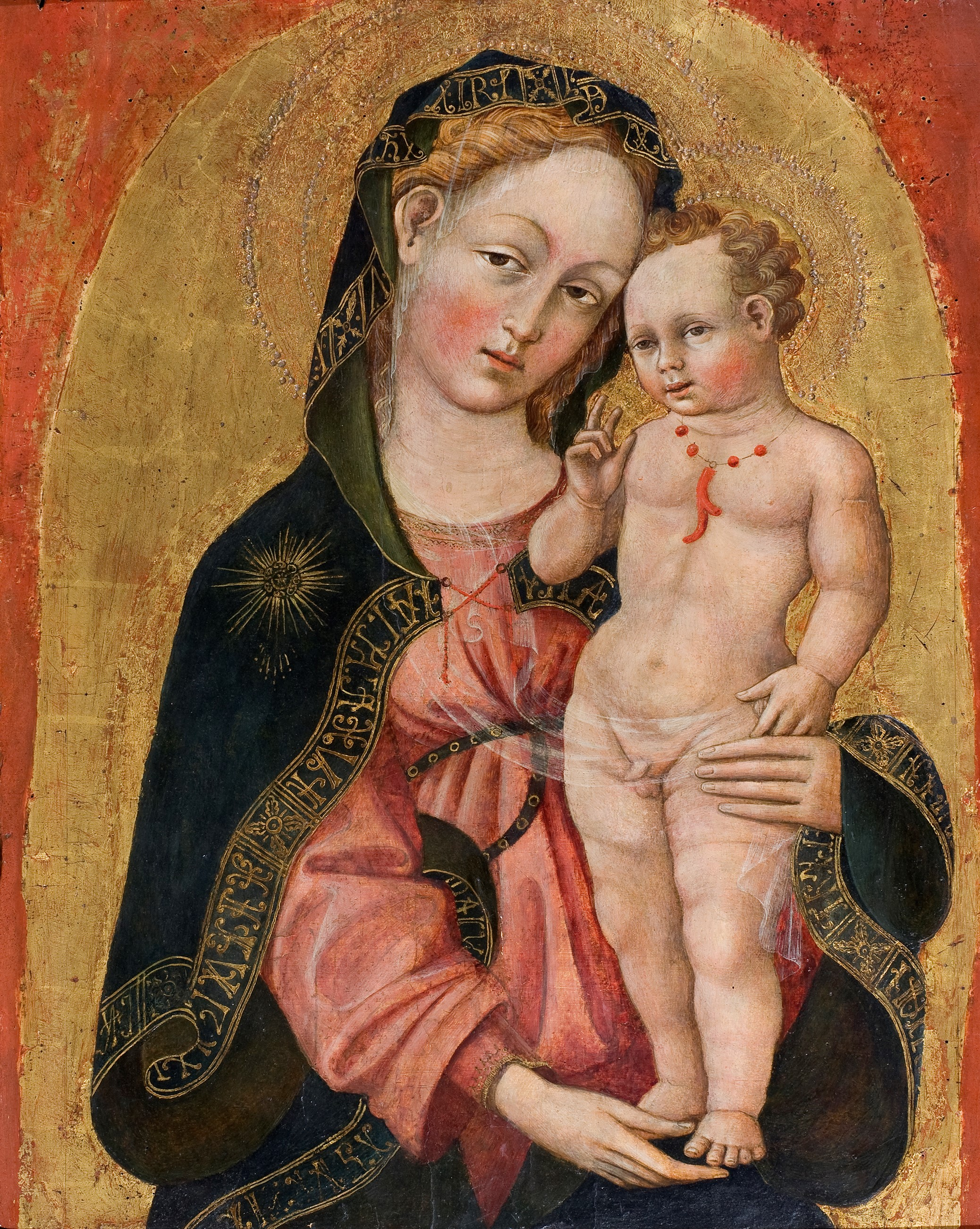
Giovanni da Modena, La Madonna col Bambino, XIV-XV sec.
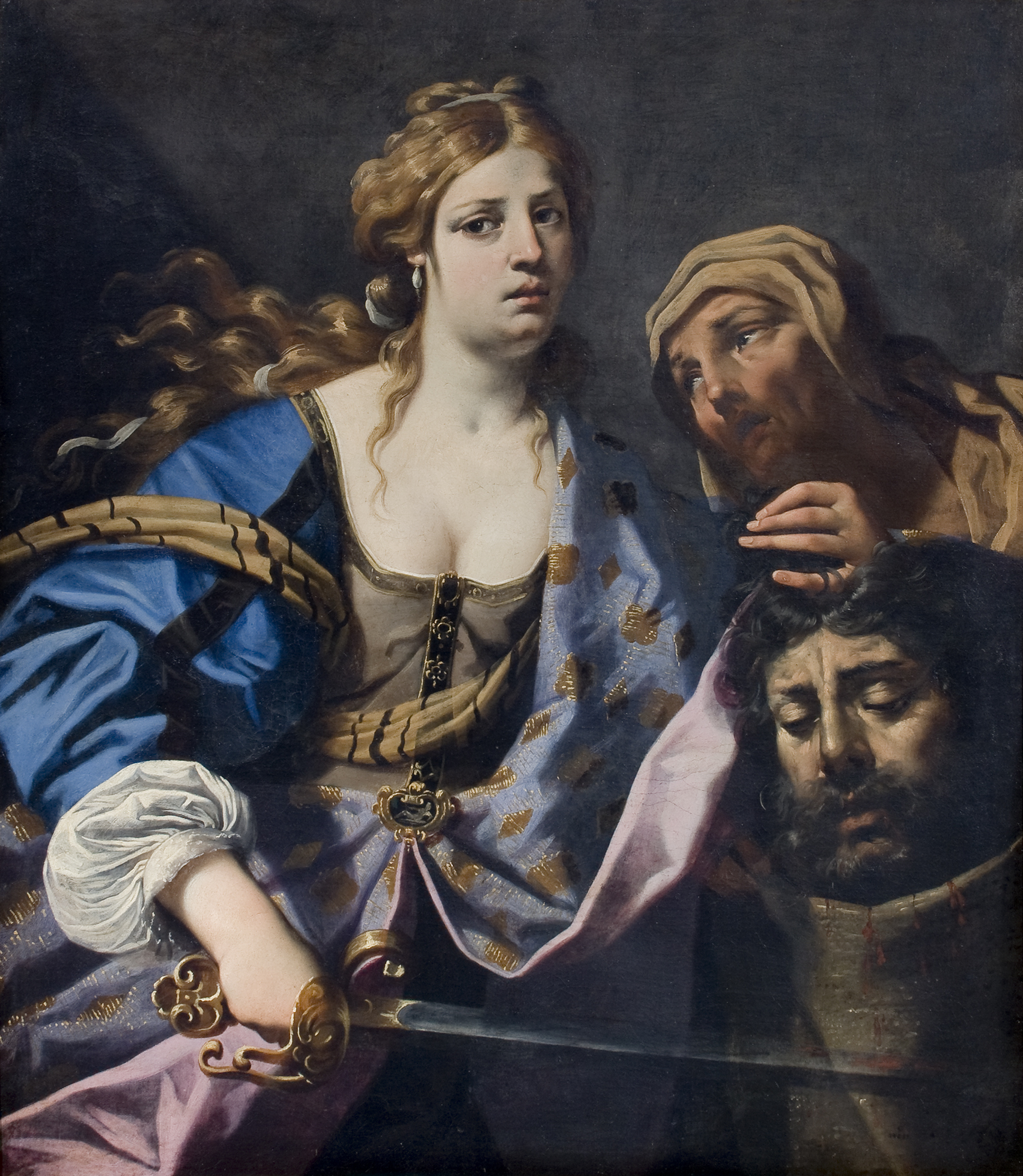
Luca Ferrari, Giuditta con la testa di Oloferne, XVII sec.
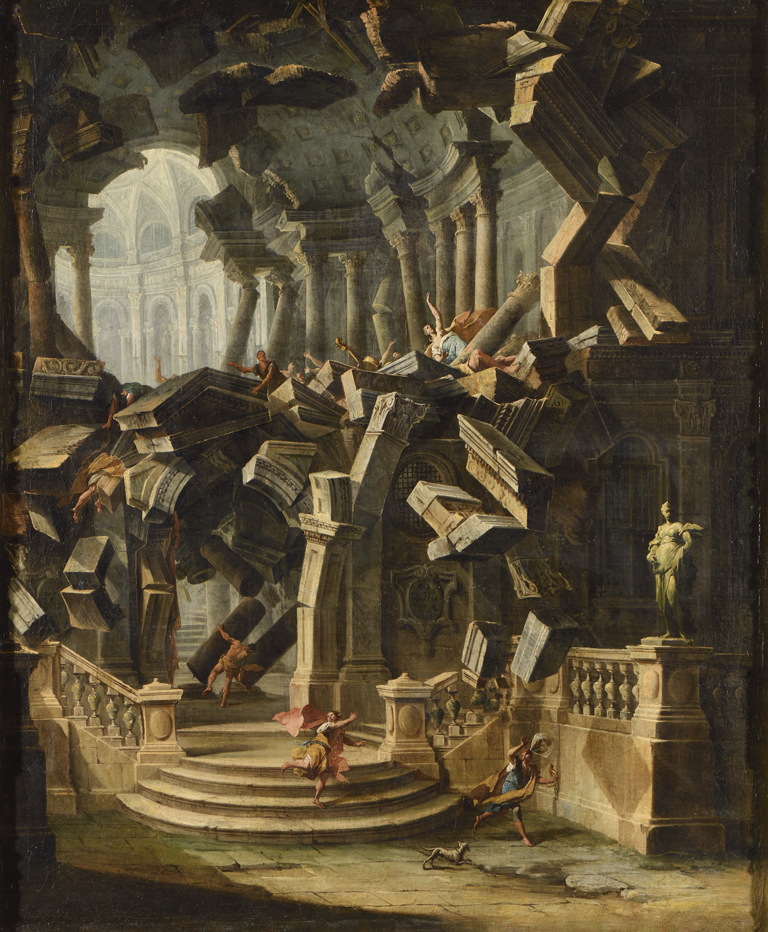
Antonio Joli, Sansone abbatte il tempio, XVIII sec.
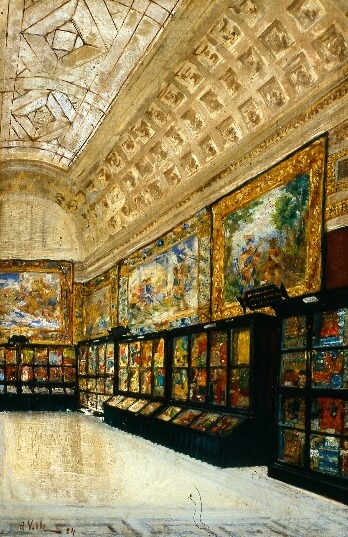
Augusto Valli, La collezione Gandini all'Esposizione di Roma, 1887
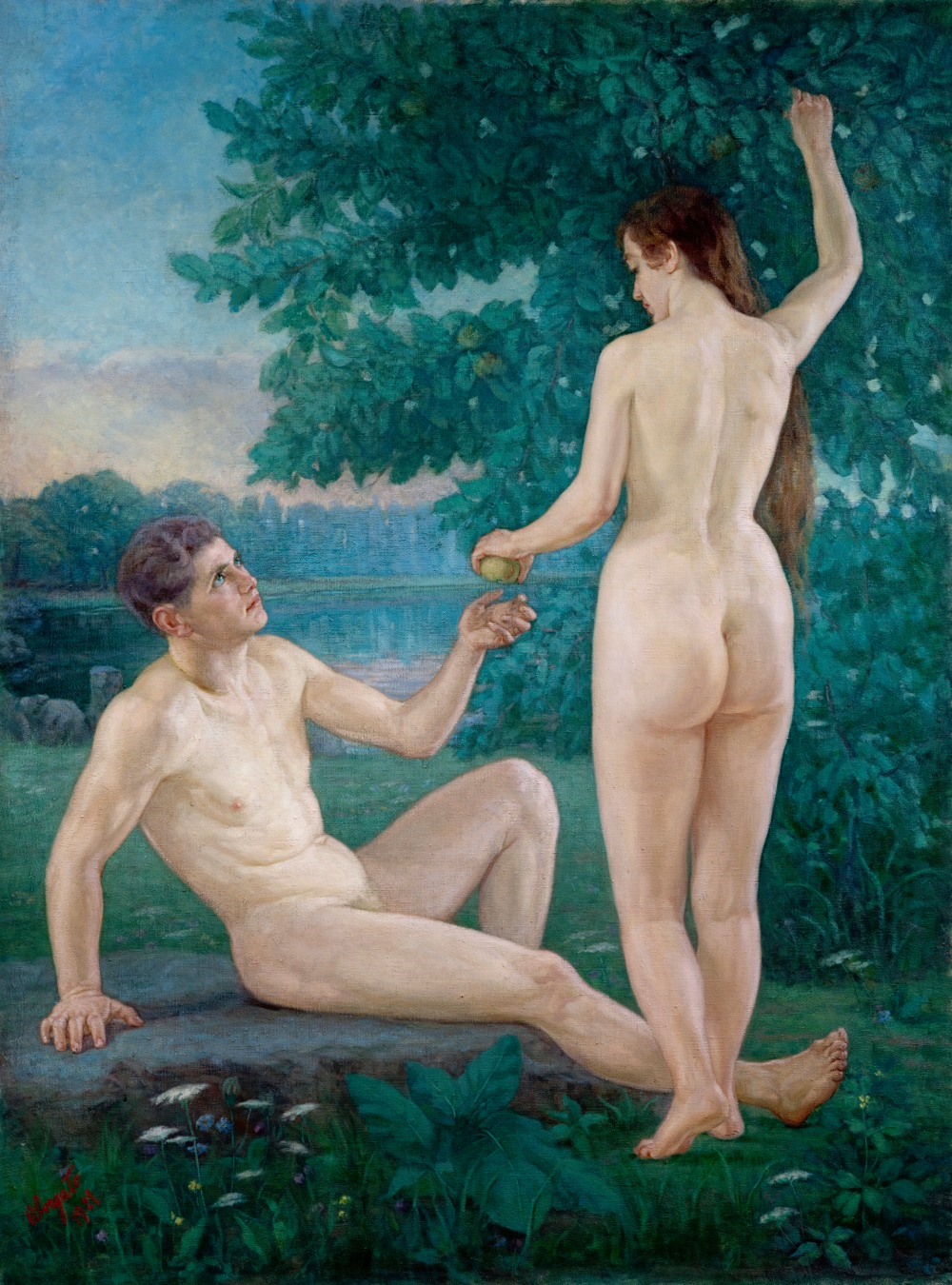
Oscar Sorgato, Adamo ed Eva, 1927